# Primeres presidències radicals (Argentina)

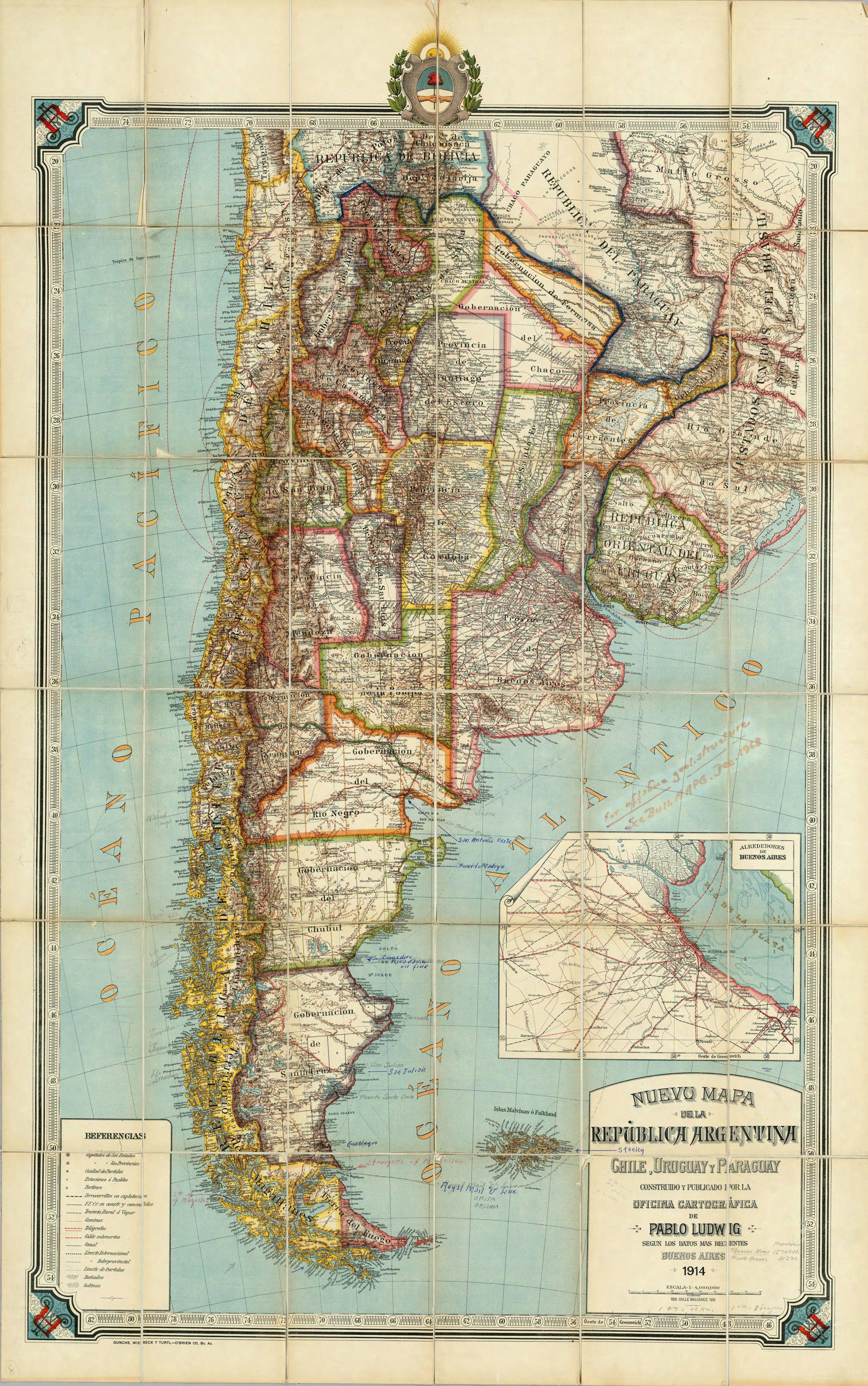
Mapa de l'Argentina, 1914

El període de les primeres presidències radicals a la Història de l'Argentina va transcórrer entre els anys 1916 i 1930, quan la Unió Cívica Radical va arribar a la presidència de la República Argentina i governadors radicals van ocupar les governacions en la majoria de les províncies d'aquest país. Al final del període, els radicals van obtenir també la majoria a les dues cambres del Congrés Nacional.
El 1916 va accedir al govern Hipólito Yrigoyen, en les primeres eleccions celebrades segons la Llei Sáenz Peña, que va establir el sistema de vot secret i obligatori per a tots els ciutadans homes, garantint eleccions lliures i democràtiques per primera vegada en la història argentina. Sis anys més tard, Yrigoyen seria succeït per Marcelo T. de Alvear, també radical. El 1928 va tornar Yrigoyen a la presidència; va ser enderrocat per un cop d'estat cívic-militar produït el 6 de setembre de 1930, encapçalat pel general José Félix Uriburu. Tres dies després, la Cort Suprema de Justícia legitimaria la situació definint-lo com «govern de facto».
Durant els primers anys del període radical va haver recessió i una pronunciada reducció del salari real, seguit d'un extens període de creixement econòmic fins als últims dos anys, en els quals la Gran Depressió va posar fi al model agroexportador. La situació política es va veure enrarida pels conflictes entre el radicalisme i els conservadors, i entre els radicals oficialistes i els antipersonalistes, contraris a la línia de Yrigoyen. El període es va caracteritzar per l'avanç de la democràcia en la vida política argentina, la sanció de mesures tendents a afavorir els sectors obrers com també la regulació dels ferrocarrils operats per capitals estrangers. Es va crear la petroliera estatal YPF per tal de combatre els trusts estrangers. El govern va donar suport al moviment reformista estudiantil, sancionant mesures a favor dels estudiants. Diversos d'aquests avenços es van veure truncats després del cop d'estat de 1930. El període va ser també testimoni de les majors massacres obreres de la història argentina i l'únic pogrom registrat a Amèrica, amb milers de persones assassinades, detingudes i torturades.

## Antecedents: el règim conservador
Després de les guerres civils (1820-1868) i després d'una etapa d'organització de l'Estat (1852-1880), Argentina va acabar de definir un model econòmic agroexportador dominat pels grans estanciers i el capital anglès, com a proveïdor d'aliments per als obrers industrials de la Gran Bretanya, que en aquells dies s'havia constituït en la primera potència global, després de vèncer a la Xina en les Guerres de l'Opi. L'economia agroexportadora argentina va créixer de la mà de l'expansió mundial de l'Imperi Britànic i la seva població es va multiplicar per quatre, passant de 1,8 milions el 1869 a 7,9 milions el 1914.
Des de 1880 va començar a governar el país el Partit Autonomista Nacional (PAN), de tendència liberal-conservadora, liderat pel general Julio A. Roca. El PAN va establir virtualment un règim oligàrquic de partit únic, conegut com a «República Conservadora» o «República oligàrquica», dominada per una elit coneguda com la Generació del 80. El control polític va ser garantit per a un sistema electoral de «vot cantat» no obligatori, que en els fets impedia la llibertat de sufragi i la participació massiva en els comicis; a les onze eleccions presidencials entre 1853 i 1910, la mitjana de participació electoral va ser del 1,7% de la població total. Tots els presidents entre 1880-1914 van pertànyer al PAN, que a més va controlar les dues cambres del Congrés Nacional amb majories absolutes, el poder judicial i totes les províncies, amb excepció del govern radical de la província de Buenos Aires entre 1898 i 1902.
Des de la dècada del 1870, amb el fugaç Partit Republicà, diversos sectors venien qüestionant el frau i l'absència d'eleccions lliures. El 1890 va esclatar una sagnant insurrecció armada coneguda com la Revolució del Parc. Fracassada la mateixa, diversos dels seus líders van fundar la Unió Cívica Radical, que va desencadenar altres dues insurreccions armades el 1893 i 1905 per enderrocar el règim autonomista nacional, sent ambdues derrotades amb molt alt cost humà. Després d'un fracassat intent de participació política, el radicalisme va fer de l'abstenció electoral seva més ferma arma d'oposició política. Després del suïcidi de Leandro N. Alem el 1896, Hipólito Yrigoyen apareixia com el principal cabdill radical, encara que amb fortes resistències internes provinents del sector denominat «galeritas» (proper al conservadorisme).
Simultàniament i paral·lelament a l'augment de les lluites polítiques per obtenir eleccions lliures, s'havia desenvolupat un important moviment sindical, en què actuaven tres corrents: anarquistes, socialistes i sindicalistes revolucionaris. El moviment obrer va aconseguir crear el 1901 la primera central obrera, que adoptaria el nom de Federació Obrera Regional Argentina (FORA), creixent des de llavors el conflicte social i produint-se les primeres matances obreres.
Els conflictes polítics i sindicals van impulsar a alguns dirigents conservadors a proposar la modernització del règim, sancionant lleis laborals i mecanismes electorals que permetessin una major participació política dels sectors populars. Aquestes reformes van permetre que el Partit Socialista argentí aconseguís que fos escollit el 1904 el primer diputat socialista d'Amèrica Llatina, Alfredo Palacios, i l'any següent es sancionés la llei de descans dominical. No obstant les reformes van resultar insuficients per a la UCR, que es va negar a participar pel fet que el règim seguia sent fraudulent.

### Llei Sáenz Peña i democràcia
El 1910 va ser escollit president Roque Sáenz Peña, un oponent intern del Partit Autonomista Nacional (PAN) pertanyent a la seva ala modernitzadora, que en la dècada del 1870 havia integrat el fugaç Partit Republicà al costat de Leandro Alem i Aristóbulo del Valle. Simultàniament, Hipólito Yrigoyen havia reorganitzat a la Unió Cívica Radical i havia permès que circulés el rumor que preparava un nou aixecament armat. Davant d'aquesta situació, Sáenz Peña i Yrigoyen es van entrevistar i van acordar la sanció d'una llei de sufragi secret i obligatori per a tots els ciutadans homes que va prendre el nom de Llei Sáenz Peña.
El problema del sufragi es va atendre amb tres lleis: 
- la Llei 4.161 del 29 de desembre de 1902, que va possibilitar al Partit Socialista la seva primera representació,
- la Llei 4.578 del 24 de juliol de 1905, destinada a calmar la revolució d'aquest any,
- la famosa Llei Sáenz Peña (Llei 8.871), promulgada el 10 de febrer de 1912.

Si bé això era predictible, és destacable l'actitud del president Roque Sáenz Peña, que va atendre les demandes populars tot i saber que això afectava greument a l'hegemonia conservadora. La Llei Sáenz Peña va permetre que es realitzessin per primera vegada a l'Argentina eleccions lliures democràtiques, encara que només limitades a homes (caldria esperar fins al 1947 perquè a les dones se'ls reconegués el dret a votar i ser elegides). El vot secret i obligatori va independitzar políticament als sectors populars dels poders econòmics, tal com van coincidir a assenyalar des de punts de vista oposats l'estancier i diputat conservador Carlos Rodríguez Larreta i l'escriptor radical Ricardo Rojas:
| «                           | Si el meu peó hagués tingut la mateixa acció que jo per resoldre els problemes econòmics internacionals, o polítics del país, hauríem estat vivint sota un règim absurd. No ha estat així, gràcies a Déu, perquè jo he dirigit al meu peó. Però el vot secret l'independitza, al privar-lo de una influència saludable i legítima ... I el pitjor és que, sovint no tenim un sol peó sinó diversos, i que alguns tenen molts. | » |
| — Carlos Rodríguez Larreta. | |   |

| «                | L'odi a la Llei Sáenz Peña prové d'aquells que ja no es pot arriar votants com atzembles ... A les valls d'Humahuaca, es canta, per exemple, que recordo ara: A l'habitació fosca no mana el patró, cada ciutadà té la seva opinió. És clar és que això no els agrada a certs patrons; però el poble sap, però, quin és camí. | » |
| — Ricardo Rojas. | |   |

La nova llei només arribava a les eleccions per a càrrecs nacionals, és a dir, a president i vicepresident, diputats nacionals, i a senador nacional per la Capital Federal. Les altres eleccions se celebraven segons les lleis provincials. No obstant això, el 1912 es va produir la intervenció federal a la Província de Santa Fe, i l'interventor va organitzar les eleccions per a governador i legisladors d'acord amb la Llei Sáenz Peña. La UCR va decidir participar, i va aconseguir la victòria, portant a la governació a Manuel Menchaca, primer governador escollit per la llei d'eleccions secretes. Poc després, també es van produir victòries radicals a Entre Ríos, assumint la governació Miguel M. Laurencena, a Mendoza, portant al govern a Francisco S. Álvarez, i a Córdoba, on va ser escollit Eufrasio Loza.

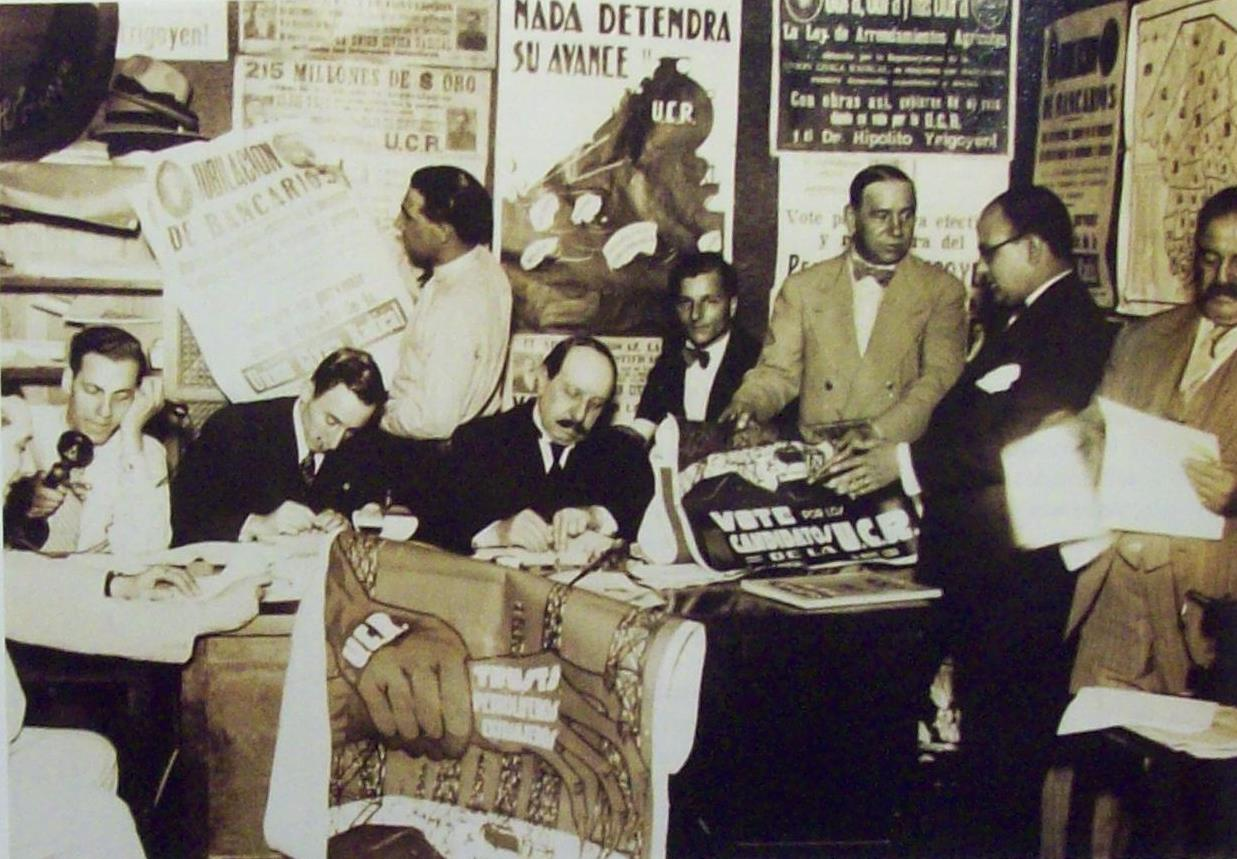
Preparatius per a les eleccions legislatives de 1914

Aquests resultats van alarmar als conservadors. Però si bé en les eleccions de diputats nacionals del 1914 la UCR va obtenir la victòria, només va aconseguir el 32% dels vots, el que semblava donar la raó als conservadors més optimistes; els conservadors es van dur 33 diputats, els radicals 22, els socialistes 7 i la Lliga del Sur 2.
Les victòries provincials del radicalisme van produir la desintegració del Partit Autonomista Nacional. Les forces conservadores es van fragmentar en desenes de partits provincials i locals (molts d'ells amb el nom de «demòcrates»), destacant-se el Partit Conservador de la Província de Buenos Aires liderat per Marcelino Ugarte, el Partit Demòcrata a Córdoba liderat per Julio Argentino Roca (fill), les forces conservadores de Salta liderades per Robustiano Patrón Costas i l'anomenada «rotació» autonomista-liberal a Corrientes.
El 1914, l'exradical Lisandro de la Torre va fundar el Partit Demòcrata Progressista amb la intenció d'aglutinar les forces conservadores, però va fracassar, persistint com un partit de certa importància a Santa Fe i tendint a establir aliances amb el Partit Socialista.
D'aquesta manera el conservadors van arribar a les eleccions presidencials de 1916 sense una força política nacional aglutinant. Més endavant crearia la Concentració Conservadora, amb què es van presentar a les eleccions de 1922 i el Partit Demòcrata Nacional amb el qual governarien recolzats en el frau durant l'anomenada Dècada infame.
El 22 de març de 1916, la Convenció Nacional de la UCR es va reunir al Teatre Onrubia, per presentar l'elecció per a candidats a president i vicepresident del partit radical. Des de les vuit del matí el teatre estava ple de gent, va existir nerviosisme perquè malgrat que se sabia que Yrigoyen guanyaria per suport unànime, els delegats sabien que ell mateix hauria de renunciar-hi. Referent a la vicepresidència, hi va haver exigències per part del grup «blau» (més proper al conservadorisme) per integrar part del binomi, acabant de designar a Pelagio Luna com a candidat a la vicepresidència. A les 10.30 hores del matí va començar la votació, i els resultats per a la candidatura a la presidència van acabar amb 150 vots per Hipólito Yrigoyen, 2 per a Leopoldo Melo, mentre que Marcelo T. de Alvear, José Crotto i Vicente Gallo van obtenir un cada un. Crotto va rebutjar el vot que li havien donat, ratificant que només Yrigoyen podia ser el candidat indicat. Després es va procedir a l'elecció del candidat a la vicepresidència, que va acabar sent escollit Pelagio Luna amb 81 vots contra 59 de Vicente Gallo, mentre que Castellanos i Melo van obtenir un cadascun. Es va passar a un quart intermedi per esperar l'acceptació de les candidatures; en aquest moment, una manifestació es va congregar a la casa de Yrigoyen, però no hi havia signes que hagués gent a dins. Yrigoyen havia anat a rebre a la Taula Directiva de la Convenció en l'estudi jurídic de José Crotto a l'Avinguda de Mayo, i allà va manifestar el seu propòsit de renunciar a la seva candidatura.
Per la seva banda, els radicals van tenir alguns problemes per conformar les llistes de candidats a governadors i diputats, però no pel que fa al candidat presidencial; l'únic candidat possible era Yrigoyen, la candidatura presidencial va ser proclamada tot just dues setmanes abans de les eleccions, després que es negués diverses vegades a acceptar la nominació.
L'elecció presidencial es va celebrar el 2 d'abril de 1916, participant en ella 747.000 votants, el 45,59% dels quals va votar per Yrigoyen. Setmanes més tard, aquest era consagrat president per una diferència de tot just un vot al col·legi electoral.
Hipólito Yrigoyen va assumir la presidència el 12 d'octubre de 1916; va ser el primer President de a nació elegit sota un sistema electoral que garantia les eleccions lliures i democràtiques.

## Primer govern d'Hipólito Yrigoyen (1916-1922)
El triomf electoral va significar l'arribada a la conducció de diferents àmbits estatals, d'un ampli sector social que fins a aquest moment estava exclòs dels llocs públics de direcció. Es tractava de sectors mitjans, sense grans recursos econòmics, ni connexions amb les classes altes. La presència de funcionaris «sense cognom» va ser un dels temes preferits dels acudits de la premsa conservadora. Al llarg del seu govern, va haver de manejar-se amb decrets, ja que moltes de les seves iniciatives que eren enviades al Congrés no van prosperar. Recentment, amb les eleccions legislatives de 1918, el radicalisme va obtenir la majoria a la cambra baixa. Però anteriorment, el govern havia presentat una sèrie de projectes que no van arribar a aprovar-se. Un d'ells va ser l'expropiació dels vaixells d'ultramar de matrícula nacional, també havia enviat una iniciativa amb la finalitat de construir una drassana i una altra iniciativa projectava reconstruir els canals d'accés als ports fluvials de Rosario i Buenos Aires.

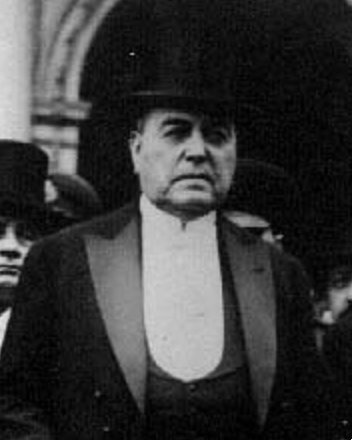
Hipólito Yrigoyen
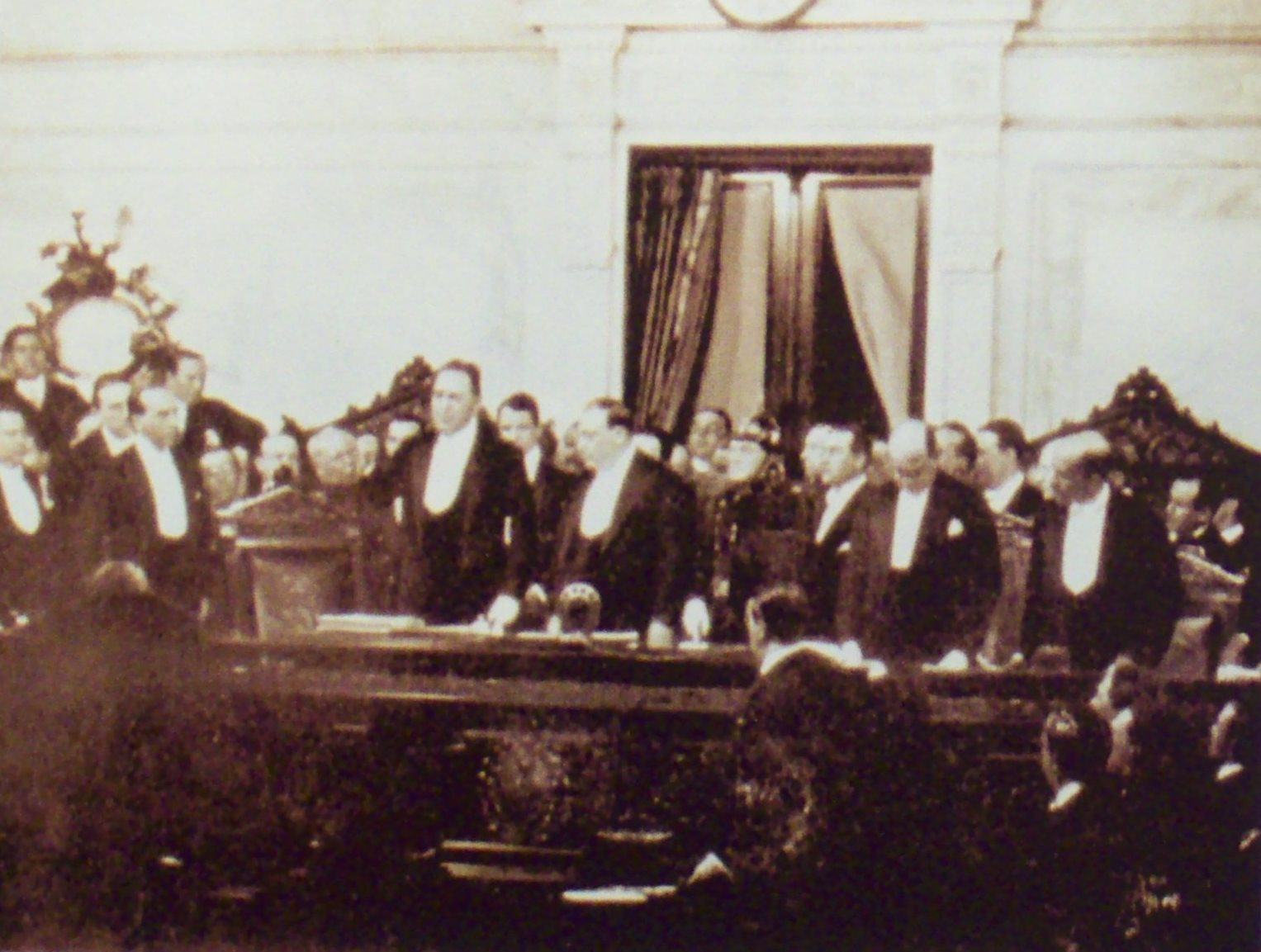
Hipólito Yrigoyen davant el Congrés Nacional assumint la presidència el 1916

Les eleccions presidencials de 1916 van ser les primeres en la història argentina realitzades mitjançant el vot secret i obligatori només per a homes, establert per la Llei Sáenz Peña de 1912. Es va utilitzar el sistema d'elecció indirecta que establia la Constitució, mitjançant col·legis electorals provincials i de la Capital Federal, no podent votar els habitants dels territoris nacionals. La Unió Cívica Radical va guanyar en sis dels quinze districtes existents en aquest llavors (Capital Federal, Córdoba, Entre Ríos, Mendoza, Santiago del Estero i Tucumán); diferents partits conservadors van guanyar cinc províncies (Buenos Aires, Catamarca, San Juan, San Luis i La Rioja); el Partit Demòcrata Progressista va guanyar dues províncies (Corrientes i Salta); i la Unió Cívica Radical Dissident va guanyar a Santa Fe. Amb aquest resultat la UCR no tenia majoria pròpia en els col·legis electorals i depenia del suport dels electors radicals dissidents de Santa Fe, amb els que guanyava per un sol vot. Durant diversos dies el resultat es va mantenir incert, fins que finalment la UCR dissident va decidir donar suport a la fórmula Hipólito Yrigoyen-Pelagio Luna.
Durant el seu govern, Yrigoyen va impulsar una sèrie de polítiques que en conjunt implicaven una tendència transformadora. Durant el període de 1916-1930 es va registrar un creixement mitjà anual del 4,34% del PIB.

### Relacions amb els governs conservadors
Durant el primer govern d'Hipólito Yrigoyen, el radicalisme va estar en minoria al Congrés; a la Cambra de Diputats 101 membres eren radicals i 129 opositors, mentre que al Senat sobre 58 membres només 2 eren radicals. Encara en minoria, Yrigoyen va mantenir una actitud poc procliu al diàleg i la negociació, no només amb els partits tradicionals conservadors que controlaven el Senat, sinó també amb els nous partits populars que van adquirir protagonisme a partir del vot secret com el Partit Socialista i del Partit Demòcrata Progressista.

### Intervencions a les províncies
Hipólito Yrigoyen va utilitzar extensivament la facultat per intervenir les províncies, amb la particularitat que en gairebé tots els casos les va disposar unilateralment per decret, aprofitant el recés parlamentari per obviar l'acord del Senat que exigeix la Constitució. En finalitzar el seu primer mandat el 1922, Yrigoyen havia intervingut totes les províncies (en aquest llavors existien catorze), amb excepció de Santa Fe; algunes d'elles van ser intervingudes tres vegades. En total va decretar dinou intervencions provincials. Nou d'elles en províncies governades per conservadors (Buenos Aires, Corrientes, Mendoza i Jujuy, el 1917; La Rioja, Catamarca, Salta i Santiago del Estero, el 1918; San Juan a 1919) i deu d'elles en províncies governades per radicals (Córdoba, el 1917; San Luis, el 1919; Salta i Jujuy el 1921; Tucumán, el 1917 i 1920; Mendoza, el 1918 i 1920; San Juan, dues vegades el 1921).

### Política económica

YPF va establir les bases del nacionalisme econòmic argentí

Hipólito Yrigoyen pensava que l'Argentina havia de gestionar la seva pròpia moneda, el seu propi crèdit i la comercialització de la seva producció, com l'explotació i distribució d'energia i transports. Per a això projecte un Banc Central Estatal, per així nacionalitzar el comerç exterior, manejat per les exportadores de cereals, va fundar YPF i va dictar controls a les concessions d'empreses estrangeres que manejaven els ferrocarrils. En matèria ferroviària es van dictar rigorosos controls als ferrocarrils en mans dels britànics, sobretot pel que fa a tarifes i fixació de comptes capitals, a més es va donar impuls a l'obra de Ferrocarrils de l'Estat, buscant la sortida al Pacífic per facilitar el transport de les produccions del nord-oest i sud-oest (centre) del país per arribar al Perú, Xile i Bolívia.
L'historiador del radicalisme Gabriel del Mazo, diu que el govern de Yrigoyen es va caracteritzar pel seu «Pla de Terra i Petroli», en què l'Estat es reservava un paper d'intervenció decisiu. El radicalisme va mostrar una tendència econòmica que s'apartava del liberalisme clàssic, a partir de la idea d'intervenció de l'Estat en l'economia, considerada com a antecedent del New Deal que Roosevelt portaria endavant als Estats Units gairebé dues dècada després. El nacionalisme econòmic de Yrigoyen va resultar clarament exposat en els fonaments al vet de la llei ferroviària que l'oposició conservadora va aconseguir sancionar el 1920, on diu:
| «                   | La política del Poder Executiu és mantenir en poder de l'Estat l'explotació de fonts naturals de riquesa i dels productes que són elements vitals del desenvolupament del país ... L'Estat ha d'adquirir una posició cada dia més preponderant en les activitats industrials que responguin principalment a la realització de serveis públics. | » |
| — Hipólito Yrigoyen | |   |

No obstant això, Yrigoyen va haver d'enfrontar a l'Argentina els problemes derivats de la Primera Guerra Mundial. La seva política va ser mantenir la neutralitat, que implicava en termes econòmics continuar amb el proveïment dels aliats, clients tradicionals. Les nacions en guerra demandaven aliments barats, com alguns articles industrials com ara flassades i carn enllaunada, i les exportacions es van triplicar durant el període 1914 a 1920. Es van estancar, en canvi les exportacions de blat de moro i carn refrigerada (de millor qualitat que la enllaunada). Al seu torn, es van frenar les importacions de manufactures industrials que abans es produïen a Europa, ja que els països participants de la contesa van centrar els seus recursos en la indústria bèl·lica. Aquest fet va produir que comencessin a sorgir indústries per produir aquells productes que abans eren importats. Entre 1914 i 1921 va créixer el comerç amb els Estats Units, ja que Anglaterra i els altres països europeus no tenien res a oferir a l'Argentina.
Quan va començar la guerra, el president Victorino de la Plaza va ordenar la suspensió de lliurament d'or a canvi de bitllets que realitzava la Caixa de Conversió, com a pal·liatiu del «pànic bancari» i per evitar una fugida de capitals. Això va permetre que la moneda argentina mantingués un suport fix respecte de l'or. Catorze milions de pesos en or van ser repatriats; el seu origen provenia de legacions a París i Londres, on havia quedat dipositat com pagament que els comerciants europeus lliuraven a nom dels exportadors argentins. Gràcies a això, el peso argentí va arribar a tenir un 80% de suport d'or per a fins del primer govern de Yrigoyen. El govern va intentar sense èxit crear el Banc de la República el 1917, una entitat financera amb l'objectiu de regular l'economia i les finances nacionals. Durant el lustre no es van emetre títols de deute, i el deute extern es va reduir a 225.000.000 de pesos; per això es van deixar vacants diversos llocs de treball públics per reduir la despesa pública. El Congrés no va arribar a sancionar l'impost als rèdits; la sanció va demanar el govern el 1919. Al citat any es va remetre al Congrés una reglamentació sobre conciliació i arbitratge dels conflictes obrers, el qual establia una junta presidida pel titular del Departament Nacional del Treball (també estaria integrada per un representant de cada part en conflicte), per sotmetre tant a treballadors com a patrons per arribar a una entesa viable. També el 1919 es va portar al Congrés una llei que reglamentava el treball en obratges i camps d'herba mate, ja que les condicions dels obrers eren inhumanes; així, la Llei 11.728 va ser aprovada durant la següent administració radical el 1925. Però seria vetada per Marcelo T. de Alvear per insistència del Congrés.
Els preus del mercat internacional van començar a baixar molt lentament a partir del 1914, mentre que els productes manufacturats que l'Argentina importava van començar a costar més cars en relació amb el preu dels cereals. Així es va anar creant una situació cada vegada més difícil que va conduir a una crisi general de l'economia; el major exponent va ser l'any 1929, al compàs de la crisi internacional. Amb una indústria amb poc desenvolupament que s'havia creat durant la Primera Guerra Mundial, però que va comprimir després una organització fiscal que obtenia gairebé tots els seus recursos a través de drets duaners, i un pressupost gairebé normalment deficitari, van caracteritzar al costat d'altres aspectes l'economia argentina durant el període radical entre 1916 i 1930.
Així va ser com en el sector metal·lúrgic van sorgir les empreses Tamet i La Cantàbrica; la primera va néixer com un petit taller i va seguir creixent fins a convertir-se en la major empresa metal·lúrgica d'Amèrica del Sud a la dècada del 1920. En aquests moments el parc automotor era de 48.000 unitats, una mitjana de 187 habitants per automòbil. També es destacaven la fàbrica de sanitaris (existent avui dia) Ferrum, tres fàbriques de bosses d'arpillera i la Companyia General de Llumins. L'empresa CATE (de capitals alemanys), va dominar el mercat de generació d'energia elèctrica de la ciutat de Buenos Aires en pocs anys.

### Política energética

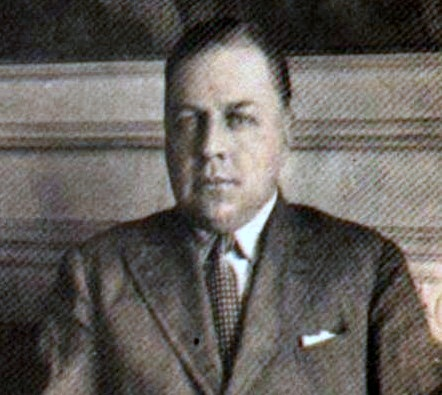
El general Enrique Mosconi va estar a càrrec d'YPF fins al cop d'Estat de 1930

La decisió més destacada del govern radical va ser la creació de l'empresa estatal petroliera, Jaciments Petrolífers Fiscals (YPF), el 1922, prop del final del primer mandat d'Hipólito Yrigoyen. Va obrir tota una línia de polítiques econòmiques nacionalistes i antimonopoli. En el futur, YPF seria l'empresa més gran del país i arribaria a emprar 50.000 treballadors. El nou president radical, Marcelo T. de Alvear, va nomenar al general i enginyer Enrique Mosconi al capdavant de la mateixa, i va intentar impulsar una sèrie de mesures per nacionalitzar el petroli. Des de llavors el radicalisme faria d'YPF una bandera ideològica.
Dos mesos després d'assumir la presidència el govern, va presentar demanar autorització del Congrés per realitzar un emprèstit de 100.000.000 de pesos destinat a diverses mesures, entre elles, fomentar l'explotació d'YPF. El 1919, el President va enviar al Congrés un projecte de tretze capítols on detallava el règim legal, tècnic, econòmic i financer del petroli. El projecte tenia com a finalitat el principi del domini estatal dels jaciments. Dies més tard es va implementar a aquest projecte un més, que declarava d'utilitat pública a tots els elements necessaris per a l'explotació del petroli. Però aquestes iniciatives quedarien travades per un temps al Congrés. El 1921 el Poder Executiu va enviar un missatge al Congrés insistint per la sanció dels projectes esmentats anteriorment, però el missatge no va donar resultat. Davant d'això, Yrigoyen va dictar un decret organitzant la Direcció General d'YPF en dependència del Ministeri d'Agricultura. Malgrat les importants obres petrolieres, Yrigoyen no va aconseguir la nacionalització dels hidrocarburs, però va deixar les bases per evitar convenis contra la independència econòmica local.
Mosconi, amb suport i finançament de l'Estat, va impulsar el creixement d'YPF amb l'objectiu d'assolir l'autoabastiment de petroli, vital per al desenvolupament autònom del país, i va promoure mesures tendents a disminuir la competència entre YPF i les empreses estrangeres. Va aconseguir la construcció d'una destil·leria a La Plata, que va independitzar el país de la compra de naftes. Pocs mesos després de la seva habilitació va començar la producció de nafta per a avions. Aquesta planta industrial va ser la desena destil·leria més gran del món.
Carlos Madariaga, vocal de la direcció d'YPF, va solucionar amb diners de la seva pròpia fortuna algunes obres per a YPF. Gràcies a això, la producció de naftes que el 1922 era inexistent, va aconseguir el 1928 que YPF vengués 100.000.000 de litres d'aquest combustible, a més de 25.000.000 de litres de querosè. D'altra banda, la Standard Oil va aconseguir el 1925 obtenir concessions per part del conservadorisme a Salta, però el governador yrigoyenista Julio Cornejo les va anul·lar el 1928. Gràcies als esmentats decrets que es van promulgar el 1924, el govern d'Alvear va anar restringint les concessions d'explotació que tenien les companyies privades, i simultàniament es van anar delimitant extenses àrees amb reserves petrolíferes per a ser explotades per l'ens nacional que dirigia Mosconi. Els legisladors, majoritàriament radicals yrigoyenistes, pensaven que el petroli s'havia de nacionalitzar, i per això es devia establir un monopoli estatal per a la seva explotació. Finalment, la nacionalització del petroli va ser votada per yrigoyenistes, antipersonalistes, socialistes, socialistes independents i fins i tot certs sectors conservadors. El 1929, gairebé al final del període radical, les empreses privades que produïen petroli eren la Companyia Ferrocarrilera, l'Anglo-Persian Oil Company (ambdues de capital anglès), la Standard Oil (de capital estatunidenc), Astra (de capitals alemanys i argentins), i la Royal Dutch (de capital holandès). YPF produïa pràcticament la mateixa quantitat de petroli que totes aquestes empreses juntes.
Mosconi es va proposar trencar amb els trusts quan, exercint la Direcció del Servei d'Aeronàutica de l'Exèrcit en 1922, la West India Oil (subempresa de la Standard Oil de Nova Jersey), li va demanar pagar per avançat la nafta per a avions. Mosconi va dir sobre aquest episodi que: 
| «                  | Fixeu-vos que el Servei Aeronàutic de l'Exèrcit no deu un cèntim a la seva companyia; que es tracta d'una repartició militar solvent i dependent del Ministeri de Guerra i que, per tant, no només em sorprenen les seves manifestacions i la seva exigència, sinó que les considero impertinents i no les accepto. (...) Allà, al mateix escriptori em vaig proposar jurant a mi mateix, cooperar amb tots els mitjans legals per trencar els trusts. | » |
| — Enrique Mosconi. | |   |

### La terra
Gràcies a una política colonitzadora una mica més oberta, durant aquest període van aconseguir transformar-se en propietari de la terra un nombre de llogaters proporcionalment més elevat que en el període conservador. No obstant això la població rural va marcar un descens (el 42% que aconseguia el 1914 va baixar al 32% el 1930). La componien els chacareros (grangers) a les províncies cerealistes, els peons de les grans estàncies en àrees ramaderes, i els obrers semiindustrials en regions on es conreava canya de sucre, s'explotava fusta, herba mate, vinya i cotó, però aquest sector estava sotmès a nivells de vida molt baixos, i amb escasses possibilitats d'ascens econòmic. En canvi, a les ciutats, la població va augmentar del 58 al 68% entre 1914 i 1930. A més, les perspectives econòmiques i les possibilitats d'educació dels fills va facilitar a molts descendents d'immigrants un ràpid ascens als sectors mitjans.
L'enorme afluència de colònies agrícoles, la proliferació de les granges, la intensificació dels cultius pel sistema de mitgeria, la localització urbana del comerç i les indústries incipients, va obligar a atendre diversos problemes rurals i urbans vinculats entre ells; reforma agrària i assumptes laborals. Yrigoyen va adoptar mesures en benefici dels petits productors rurals. Les terres públiques havien estat el major desig de la classe oligàrquica argentina; els amos de ferrocarrils s'havien beneficiat amb l'adquisició de terres al voltant de les seves vies fèrries gràcies a una llei de 1862, després de revendre-les a majors preus a companyies que no eren més que empreses paral·leles. Yrigoyen s'oposava al fet que se segueixin venent terres fiscals, en canvi es va voler protegir per a l'Estat aquesta font de riquesa. Així el govern va obligar els propietaris que van ocupar il·legalment les terres que les tornessin, pagant cànons pel temps en què les van ocupar. El Banc Hipotecari Nacional va aconseguir un inusitat desenvolupament obrint línies de crèdit per als productors rurals.
El govern va aconseguir que es sancionessin una sèrie de lleis d'arrendaments rurals (Llei 11.156 i Llei 11.170) per protegir els colons i chacareros enfront dels grans propietaris de terra. En el mateix sentit va reorganitzar el Banc Hipotecari Nacional per donar suport amb crèdit subsidiat als petits propietaris rurals. El 1918, per primera vegada, l'Estat va intervenir com a venedor únic de la collita de cereals a l'exterior, sent l'Argentina qui fixava els preus de venda.

### El ferrocarril i els transports

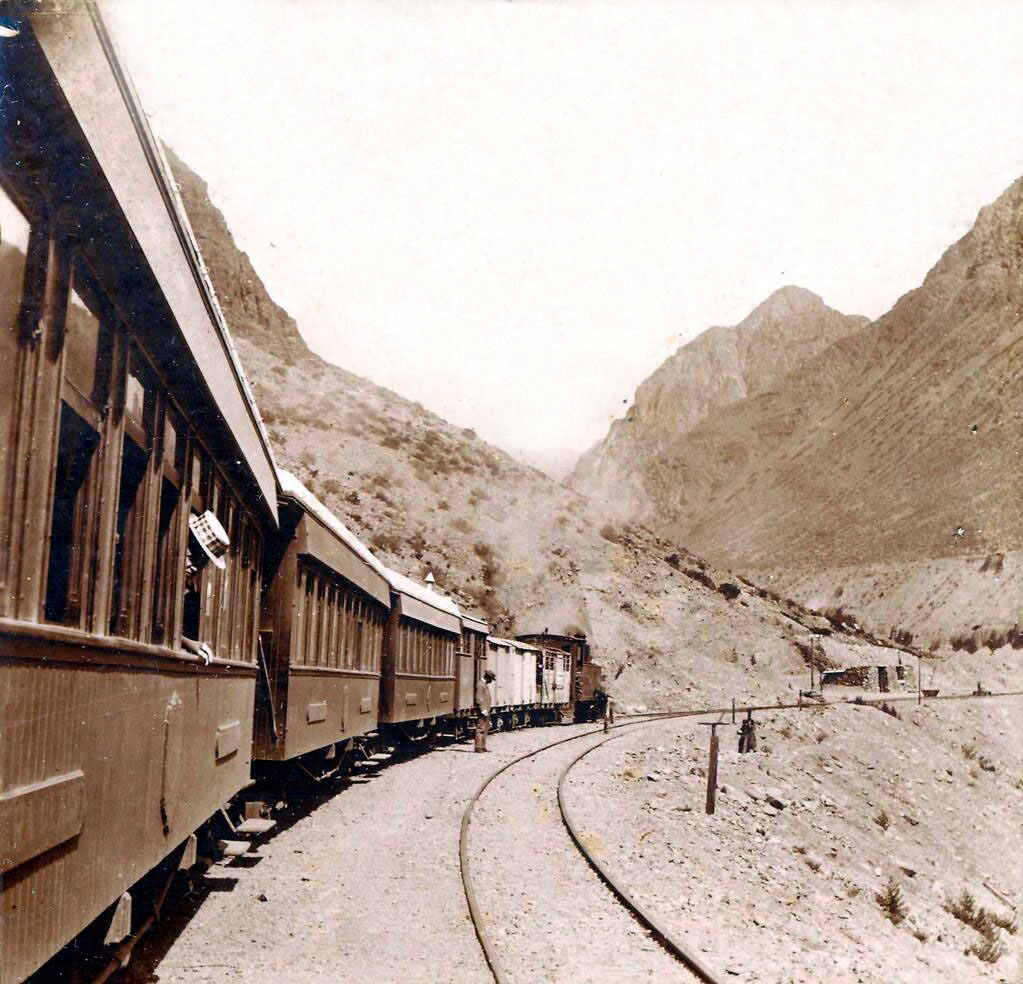
Serralada dels Andes, vista des d'un vagó del Ferrocarril Trasandí. Finals del

Al mes d'assumir el govern, el president Hipólito Yrigoyen va decretar la caducitat de 10.000 km de línies fèrries imaginàries, que tenien els terminis de construcció vençuts i dificultava l'extensió de la xarxa estatal. La política de reajustament de les empreses es va acabar de concretar el juliol de 1919, quan es va fixar oficialment el compte capital de les companyies de ferrocarril Ferrocarril Central Argentí, Ferrocarril Buenos Aires al Pacífic, Ferrocarril Transandí-Mendoza, Ferrocarril Gran Oest Argentí, Ferrocarril del del Sud i el Ferrocarril Central Córdoba. L'agost de 1921 es van anul·lar els augments de tarifes que havien pujat sense cap autorització. Davant d'una investigació del Poder Executiu, les empreses van admetre el seu error, i el govern els va manar tornar les sumes cobrades amb excés. El govern va intentar enviar al Congrés un projecte per a la construcció del ferrocarril d'Huaytiquina, però davant la demora de la llei al parlament, Yrigoyen va decidir dictar un decret per a l'inici d'obres el 12 de març de 1921. El juliol del 1922 es va signar el tractat Noel-Barros Jarpa amb Xile per coordinar els treballs i obres per a la construcció de les línies per Huaytiquina o Socompa al Nord i Zapala al Sud. Les obres del ferrocarril van trigar trenta anys a acabar-se.
En un projecte enviat al Congrés el 1916 se sol·licitava del Poder Executiu autorització per emetre un emprèstit de cent milions de pesos, per entre altres coses, adquirir vaixells mercants per a la Marina Mercant Nacional, com també per a la creació d'YPF, però el projecte va fracassar en el parlament i Yrigoyen va haver de fer ús dels decrets per aconseguir nous vaixells. A principis del 1918, va enviar a comprar per decret el vaixell alemany Bahía Blanca de 13.000 tones i poc després es van adquirir cinc més (la sumatòria de tonatge era de 32.000 tones). Els vells vaixells en desús van ser recondicionats per emprar-los en la Marina Mercant.
Va impulsar una política d'expansió i enfortiment dels ferrocarrils estatals, i va dictar mesures tendents a regular les poderoses empreses ferroviàries estrangeres quan va vetar la llei de formació d'una empresa de ferrocarrils mixta, sancionada per l'oposició. Va realitzar l'anomenat Tren dels Núvols (província de Salta), del Ferrocarril General Belgrano, connectant Salta amb l'oceà Pacífic a Antofagasta (Xile), a través de la serralada dels Andes, una gegantesca obra d'enginyeria. Les tarifes van ser regulades i es van fixar comptes capitals, ja que aquestes empreses mantenien una falsa comptabilitat, declarant guanys baixos i despeses altes. A més, es va donar impuls a l'obra de Ferrocarrils de l'Estat, buscant la sortida al Pacífic per facilitar el transport de les produccions del nord-oest i sud oest (centre) del país per arribar al Perú, Xile i Bolívia. La concessió va ser anul·lada en 10.000 km de vies en construcció. Amb la vaga de ferroviaris de 1917, la patronal van aconsellar a Yrigoyen reemplaçar obrers per maquinistes de la marina, però el President es va negar, acceptant el dret de vaga. La xarxa ferroviària va créixer de 32.500 km el 1914 a assolir els 40.000 km el 1929.

### Política educativa

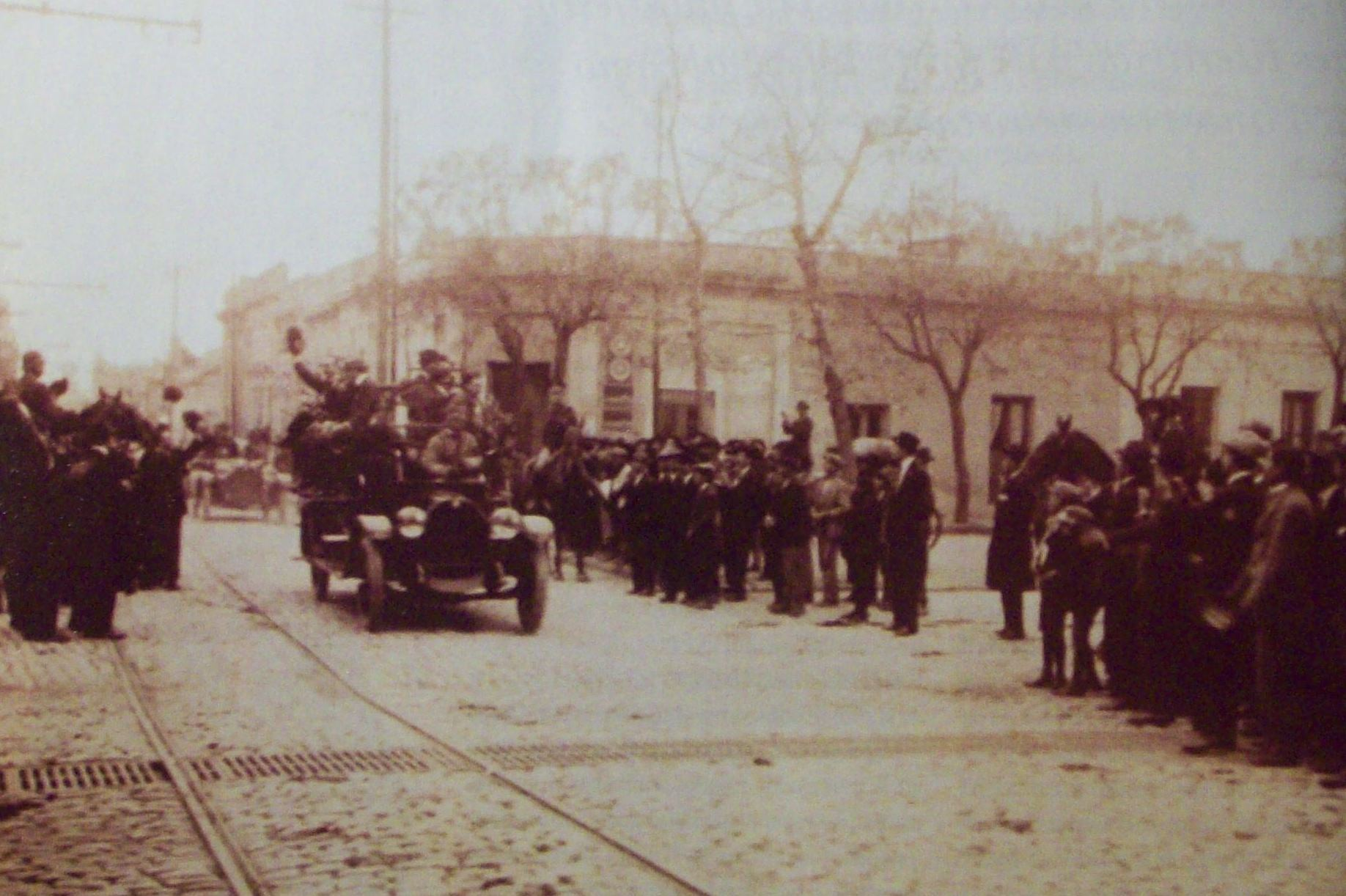
Estudiants universitaris traslladats per la policia, 1918

L'Argentina va aconseguir taxes d'alfabetització molt elevades per a l'època (similars a les d'Europa), encara que amb grans asimetries socials i territorials que van afavorir especialment a la ciutat de Buenos Aires. Pel 1930 (el fi del període històric), el 95% de la població de Buenos Aires estava alfabetitzada, mentre que el 30% de la població anava a l'escola secundària. A partir d'aquest període va sorgir un ampli públic que consumia massivament diaris, revistes i llibres. La literatura de masses va tenir el seu màxim en aquesta època gràcies a les novel·les setmanals i a les edicions que venien impreses als diaris; exemples notoris eren les publicacions de Jorge Luis Borges i Bergson a les revistes que es venien a la dècada del 1920 i a la dècada del 1930.
A la ciutat de Buenos Aires es van fundar 37 escoles secundàries, i 12 instituts d'arts i oficis. A més es van construir 3.126 escoles primàries al llarg de tot el territori argentí. Durant els sis anys de govern, l'alumnat escolar va augmentar en més de 400.000. Va ser introduït el batxillerat nocturn, de gran concurrència per a la classe obrera. A la dècada del 1920 es va generalitzar la uniformització de mestres i alumnes a les escoles públiques mitjançant l'ús del davantal blanc que venia utilitzant-se des de principis de segle, com a expressió d'austeritat democràtica, higiene, moral, disciplinament dels cossos i puresa ètnica, desenvolupant-se en forma paral·lela un incipient Estat de benestar, que distribuïa gratuïtament menjar i béns entre la població més necessitada.

### Política internacional
La política internacional d'Hipólito Yrigoyen va ser motiu de fortes discussions, fins i tot dins del radicalisme. La seva política es va recolzar bàsicament sobre els principis d'autodeterminació i igualtat de les nacions enfront de les grans potències, i neutralisme enfront de la guerra mundial.
Enfront de la Primera Guerra Mundial (1914-1918), Yrigoyen va continuar amb la neutralitat que ja havia decidit el president anterior, Victorino de la Plaza, i la va mantenir fins i tot després que els Estats Units ingressés a la guerra el 1917 i pressionés per a l'ingrés de tots els països americans. La posició neutralista també va ser adoptada per altres nacions llatinoamericanes, com Colòmbia, Veneçuela, Mèxic i Xile. Yrigoyen va intentar que els països de Llatinoamèrica mantinguessin una postura autònoma de neutralitat en bloc, i per això va convocar una conferència de nacions a Buenos Aires el 1917. Però l'oposició estatunidenca, que considerava a Yrigoyen com progermà, sumada al fet que el Brasil ja havia trencat seves relacions amb Berlín, van fer fracassar l'intent. Només Mèxic i Colòmbia van estar d'acord amb la conferència, que mai es va arribar a realitzar.
Durant la guerra, Yrigoyen va haver d'afrontar conflictes amb algunes potències bel·ligerants. En produir-se la captura del vapor Curamalan a Cardiff va emprendre un reclam davant les autoritats franceses, i el mateix va passar quan vaixells i submarins alemanys van danyar o fins i tot van enfonsar vaixells argentins.
El 4 d'abril de 1917, la goleta Monte Protegido que portava un carregament de lli als Països Baixos va ser enfonsada per un submarí alemany. Poques setmanes després, el 22 de juny de 1917, un altre submarí alemany va enfonsar el vapor argentí El Toro prop de Gibraltar, transportant carn congelada, cuirs, llana, greixos i taní cap a Gènova. La política radical en tots dos casos va ser exigir a l'Imperi Alemany reparacions materials i morals, en el cas de no fer-ho, Argentina li declararia la guerra. Alemanya va acceptar les exigències argentines i es va comprometre a no enfonsar més vaixells argentins.
El 1917, manifestants van assaltar i destrossar el Club Alemany, la Delegació Alemanya, i la Companyia Alemanya Transatlàntica d'Electricitat. Aquests fets sumats a la notícia que el ministre alemany a Buenos Aires, Karl von Luxburg, havia manat telegrames secrets recomanant enfonsar vaixells argentins «sense deixar rastres», i cites insultants cap al canceller Honorio Pueyrredón, va desembocar en què l'opinió pública, de la mateixa manera que molts dirigents radicals, pressionessin a Yrigoyen per trencar relacions diplomàtiques amb Alemanya, però el president va sostenir la neutralitat. Davant l'anunci de la guerra submarina per part d'Alemanya, el govern argentí es va limitar a reafirmar la seva posició de respectar les normes del dret internacional i lamentar la decisió alemanya.
El govern radical va enfrontar un altre incident internacional quan l'ambaixador britànic a Buenos Aires, Reginald Tower, va declarar que la Gran Bretanya donaria preferències comercials a països aliats com Brasil i Uruguai. El president va demanar al ministre que es presentés al seu despatx perquè brindés explicacions de les seves dites i, davant l'amenaça de ser expulsat del país, Tower es va rectificar.
La postura neutralista sostinguda per Yrigoyen va ser molt criticada, tant per l'oposició interna com per l'externa, sostenint que portaria a l'aïllament del país. El mateix Marcelo T. de Alvear, que era ambaixador argentí a França, es va enfrontar amb Yrigoyen exigint-li adoptar una postura definida que li permetés l'Argentina posar-se al capdavant dels països hispanoamericans. El Partit Socialista també va exigir al Congrés que l'Argentina li declarés la guerra a Alemanya com a resposta a l'enfonsament dels vaixells Toro i Monte Protegido, però la UCR va rebutjar l'exigència i Yrigoyen es va mantenir inflexible.
Davant del Tractat de Versalles i la creació de la Societat de Nacions (SDN), la posició argentina va ser sostenir la separació entre els dos actes; el Tractat era una qüestió que hauria de limitar-se als països que van lluitar, mentre que la Lliga de les Nacions, per contra, hauria de ser una associació igualitària i voluntària de totes les nacions del món. A més, Yrigoyen va manar als representants argentins a la Societat de les Nacions per a demanar que tant nacions vencedores com les vençudes fossin tractades per igual, tot i l'oposició d'alguns membres de la lliga, com Marcelo T. de Alvear i Fernando Pérez. El rebuig de la posició argentina, fonamentalment impulsat per les nacions imperials europees, en una època en què els pobles d'Àfrica i Àsia encara continuaven governats pel colonialisme europeu, va portar al retirar de la delegació argentina de la mateixa.
Yrigoyen va enviar un projecte de llei per condonar el deute que portava el Paraguai des de la guerra de la Triple Aliança (1864-1870), però el mateix no va prosperar. El següent govern radical tornaria a tractar el tema.
Va establir per decret que el dia 12 d'octubre fos festa nacional amb el nom de «Día de la Raza», en homenatge a «l'Espanya descobridora i conqueridora», considerant «que el descobriment d'Amèrica és l'esdeveniment de més transcendència que hagi realitzat la humanitat a través dels temps».
El 1918 es va concretar entre el govern argentí i els d'Anglaterra i França un conveni on es venia l'excedent de la collita de blat i altres cereals (un total de 2500 tones), a un preu base de 250.000.000 pesos or. Poc després es va intentar fer una altra iniciativa semblant, però el Senat la va rebutjar malgrat la insistència del president. Aquesta negativa va ser motiu del desastre llaner esdevingut a la Patagònia. No es va poder concretar un acord de bescanvi de llana per materials ferroviaris que s'anava a concretar amb Alemanya, França i Bèlgica el 1921.
Yrigoyen va procurar contenir l'expansionisme dels grans grups econòmics estrangers que actuaven al país. Davant l'agressiva política intervencionista dels Estats Units a Amèrica Llatina, va defensar el principi de no-intervenció, arribant a ordenar en un cas, que els vaixells de guerra argentins saludessin al pavelló de la República Dominicana i no al dels Estats Units, que havien hissat el seu a l'illa en el marc de la invasió de 1916.

### La situació laboral

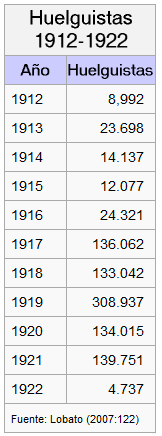
La quantitat de vaguistes es va multiplicar per deu durant el govern de Yrigoyen (1916-1922).

El 1915 la Federació Obrera Regional Argentina (FORA) va realitzar el seu històric 9è Congrés unificant sota la conducció majoritària del corrent sindicalista revolucionària, que adoptaria una política de diàleg i acostament al govern radical. De totes maneres, un sector del sindicalisme anarquista, que venia perdent suport obrer després del seu màxim a la primera dècada del segle, va desconèixer el 9è Congrés i es va organitzar com una central exclusivament anarquista sota en nom de FORA del 5è Congrés.
Yrigoyen va adoptar una nova política de mediació estatal davant els conflictes laborals, promovent la seva resolució mitjançant negociacions col·lectives o laudes arbitrals quan no s'arribava a un acord. L'historiador radical Gabriel del Mazo dona compte del nou enfocament que el radicalisme va portar davant de les conflictes laborals, relatant la resposta de Yrigoyen a la delegació patronal que li havia exigit reprimir la vaga ferroviària de 1917:
| «                    | Aquesta és la solució que vostès porten al govern del seu país? És aquesta la mesura que venen vostès a proposar al govern que ha sorgit de l'entranya mateixa de la democràcia, després de trenta anys de predominis i privilegis? Entenguin, senyors, que els privilegis han conclòs al país i que a partir d'avui, a més, les forces armades de la nació no es mouran, sinó en defensa del seu honor o de la seva integritat. No anirà el govern a destruir per la força aquesta vaga que significa la reclamació de dolors dels no escoltats. | » |
| — Hipólito Yrigoyen. | |   |

Durant el govern de Yrigoyen les vagues es van multiplicar per deu i es van estendre en el temps (vegeu la taula de la dreta), fet que va ser també utilitzat pels sectors i mitjans conservadors per denunciar el «caos social» i exigir polítiques repressives. Yrigoyen va respondre intervenint en els conflictes, com va passar en les seves reeixides intervencions en les vagues dels treballadors marítims (1916-1917) i ferroviaris (1917). Però quan la mediació estatal fracassava, la repressió contra els treballadors va aconseguir graus de violència que mai abans havia assolit, incloent la formació de grups parapolicials de xoc antiobrers, com la sinistra Lliga Patriòtica Argentina, dirigida pel radical Manuel Carlés.
Un any i mig després d'iniciat el primer govern de Yrigoyen va triomfar la revolució socialista a Rússia; aquest fet històric va ser un motivant addicional per al moviment obrer mundial per mobilitzar-se per a demanar millores laborals, davant la perspectiva d'una transformació mundial de les relacions entre capital i treball. Aquest clima va portar també al fet que, en finalitzar la Primera Guerra Mundial, el 1919 es creés l'Organització Internacional del Treball (OIT), un inusual organisme internacional cogovernat pels estats nacionals, els sindicats i les organitzacions internacionals, amb la missió mantenir la pau social.
En matèria de legislació laboral, el govern de Yrigoyen va presentar diversos projectes, incloent sengles projectes de codis de Treball i Previsió Social, que no van ser aprovats pel Congrés, amb excepció de les lleis de treball a domicili (Llei 10.505) aprovada el 1918 i de treball en obratges i camps d'herba mate (Llei 11.728) aprovada el 1925.
El primer govern radical va tenir més èxit amb la seva política en matèria de legislació de previsió social, gairebé inexistent fins aquell moment. El 1919 va aconseguir una important reforma a la Llei de jubilacions ferroviàries (Llei 9.653) i l'any següent es va sancionar la Llei de jubilacions per a obrers i empleats de serveis públics (Llei 11.110), mentre que el 1923 (ja durant el govern de Marcelo T. de Alvear) es va aprovar la Llei de jubilacions per a empleats de la banca (Llei 11.232). El Partit Socialista i el moviment sindical van criticar la política sectorial del radicalisme en matèria de pensions, sostenint que buscava emparar els empleats jeràrquics i millor situats de certes empreses i reparticions públiques, deixant de costat a la majoria dels treballadors, proposant l'aprovació de una assegurança social universal, al qual la UCR es va oposar.
En matèria d'habitatge, el govern va modificar el Codi Civil per a establir limitacions als contractes de lloguer d'habitatge (Llei 11.156 i Llei 11.157, conegudes com a Llei de Lloguers), disposant la congelació dels lloguers, terminis mínims de durada i lapses per desallotjar la propietat. Aquest règim seria modificat el 1933 per assegurar la protecció de l'arrendatari. El 1917 es va sancionar la Llei de Règim d'empara a la família (Llei 10.284), més coneguda com a «Homestead»; la mateixa estableix la inembargabilitat dels béns i eines de treball indispensables per assegurar la subsistència de la família. La Llei 11.156 i la Llei 11.157 imposaven terminis mínims per als arrendaments i beneficiaven als inquilins donant-los un temps per desallotjar la propietat.
Yrigoyen va mantenir relacions molt conflictives amb el Partit Socialista, que l'acusava d'autoritari i demagog, així com amb els corrents sindicals anarcosindicalistes (que controlava la FORA del 5è Congrés) i comunistes (creada el 1919). D'altra banda va mantenir estretes relacions amb el sindicalisme revolucionari, corrent sindical majoritària que controlava la FORA del 9è Congrés i els sindicats ferroviaris i marítims, que eren els més poderosos. El favoritisme del govern radical pel sector sindicalista revolucionari va merèixer una sanció internacional per l'Argentina durant la conferència fundadora de l'Organització Internacional del Treball.

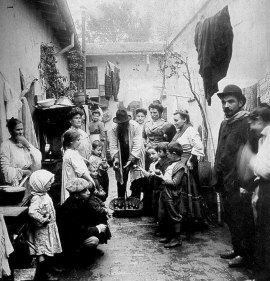
Un dels patis interns d'un conventillo de Buenos Aires, c. 1900
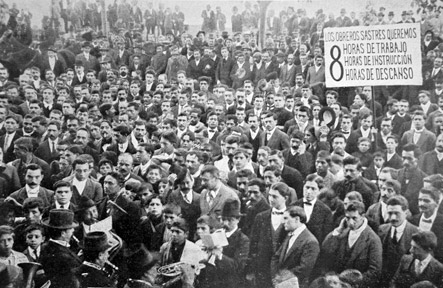
Manifestació obrera per la jornada laboral de vuit hores a Rosario, c. 1900
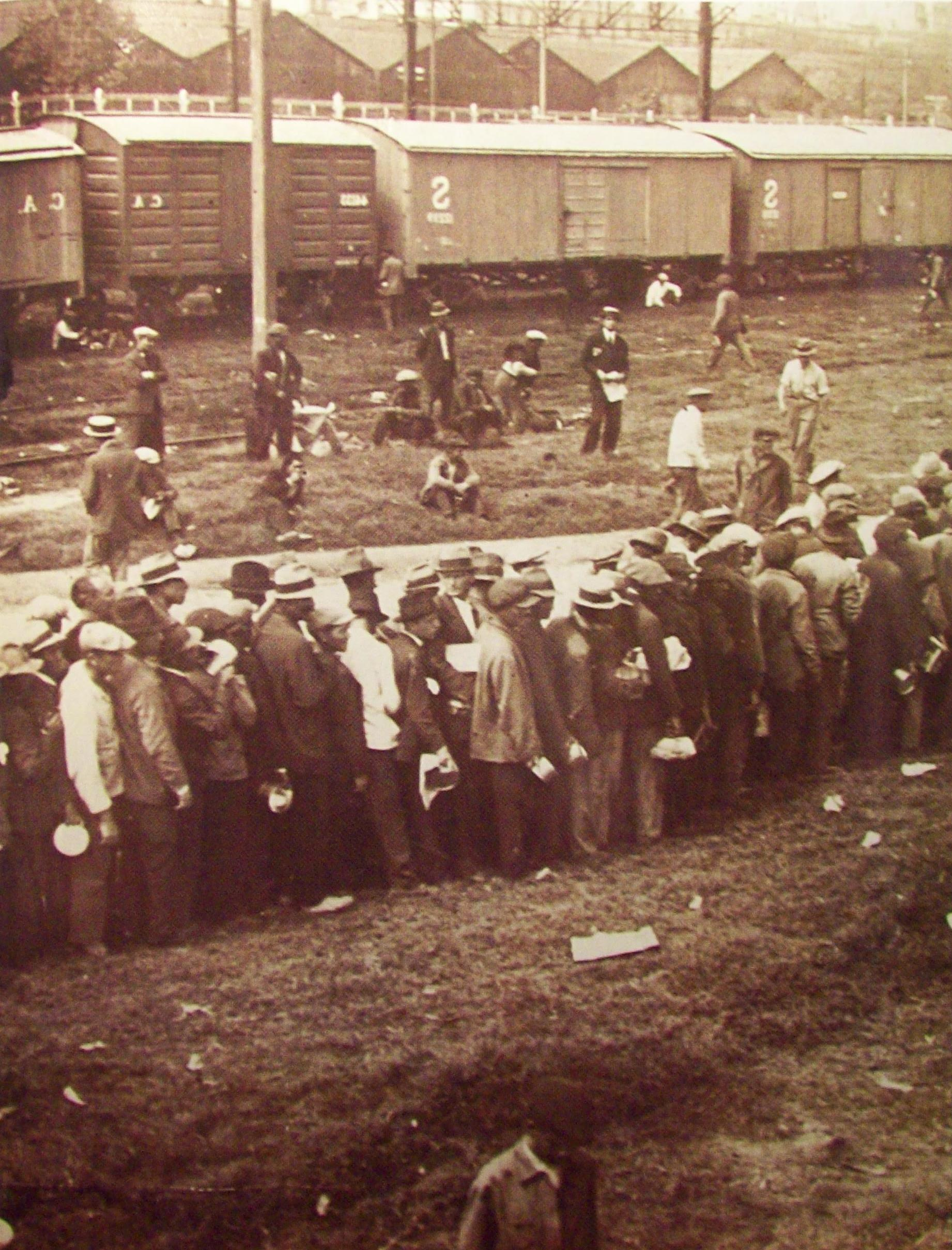
Grup de treballadors en una de les primeres viles d'emergència de la ciutat de Buenos Aires, c. 1930

De la mà de les llibertats democràtiques i la política tolerant del govern davant els sindicats i les vagues, el sindicalisme es va expandir en forma exponencial durant el primer govern de Yrigoyen. Mentre que quan va finalitzar la FORA (1915) tenia 51 sindicats amb 20.000 pesos d'aportacions, cinc anys després el nombre havia pujat a 731 sindicats, i les aportacions a 700.000 pesos. El moviment sindical es va estendre també per tot el país, organitzant fins i tot a obrers rurals de llocs tan allunyats com la Patagònia, els boscos de quebracho del Chaco Austral i els camps d'herba mate de Corrientes i Misiones. La dissolució de la FORA del 9è Congrés i la fundació de la Unió Ferroviària el 1922 (convertida en l'eix del sindicalisme argentí durant les següents dècades), obriria gradualment una nova etapa en el sindicalisme argentí, més orientada a la negociació col·lectiva i la participació política amb l'objectiu d'accedir al poder polític.
Durant els dos primers anys de govern (durant la Primera Guerra Mundial), el salari real va perdre un 30% del poder de compra que tenia el 1915, però les vagues, l'enfortiment del sindicalisme i les noves lleis laborals van impulsar l'augment del salari real a partir del 1918 fins a arribar el 1922 un augment del 37% del poder adquisitiu que tenia en 1915.

### Les masacres obreres
Durant els governs radicals es van produir les majors matances obreres de la història argentina. Milers d'obrers van resultar assassinats, afusellats, torturats i desapareguts en diverses jornades repressives. El radicalisme va combinar una nova política de mediació per a promoure la negociació col·lectiva entre empresaris i sindicats per resoldre els conflictes laborals, però també en diversos casos on el govern no va saber gestionar la situació, es va produir una repressió, que va incloure assassinats massius i la actuació d'organitzacions parapolicials terroristes d'extrema dreta, com la Lliga Patriòtica Argentina, dirigida pel dirigent radical Manuel Carlés i l'Associació Nacional del Treball.

#### La setmana tràgica
El desembre del 1918 va començar una vaga a la fàbrica metal·lúrgica Vasena, situada al barri de Sant Cristòfol a Buenos Aires. El govern va prendre intervenció i va proposar un acord que reunia la major part de les peticions dels obrers, però l'empresa es va mostrar extremadament intransigent i va apostar per desgastar els vaguistes. No obstant això la vaga es va estendre recolzada en la solidaritat del barri. Durant tot un mes, la tensió va anar creixent, amb enfrontaments, intents d'assassinat dels delegats, i es van registrar alguns ferits.
El sindicat metal·lúrgic pertanyia a la FORA anarquista (o FORA del 5è Congrès), frontalment oposada al «democratisme» i el diàleg social yrigoyenista, a l'espera d'un esclat social que ensorrés el capitalisme. El govern va negociar durant el conflicte amb la FORA del 9è Congrés, de tendència sindicalista revolucionària i propera al govern, però aquesta central majoritària no tenia afiliats a Vasena.
El 7 de gener de 1919, un grup d'esquirols, custodiat per més de cent policies, es va enfrontar amb el piquet vaguista que bloquejaven l'entrada a la fàbrica, i la policia va desencadenar un pandemònium, descarregant més de dues mil bales en dues hores, que van deixar cinc persones mortes i més de quaranta ferits. Tres dels morts eren a casa seva. El comunicat policial informava que només quatre policies havien resultat ferits (un tinent amb «ferida punxant», un cadet amb «contusió al dit del peu», un agent amb «mossegada al dit petit» i un altre agent amb «contusió al front»).
Davant la massacre, la FORA del 5è Congrés va declarar la vaga general, a la qual s'hi van adherir sindicats de les dues centrals i la ciutat va quedar paralitzada. El 9 de gener, desenes de milers de persones es van reunir per enterrar els seus morts al Cementiri de la Chacarita. El seguici va ser atacat diverses vegades en el camí, i en arribar al cementiri la policia va disparar a tort i a dret sobre la multitud, matant a 50 persones i ferint a altres 400. La indignació per la matança va produir una insurrecció popular que va expulsar a la policia dels barris obrers.

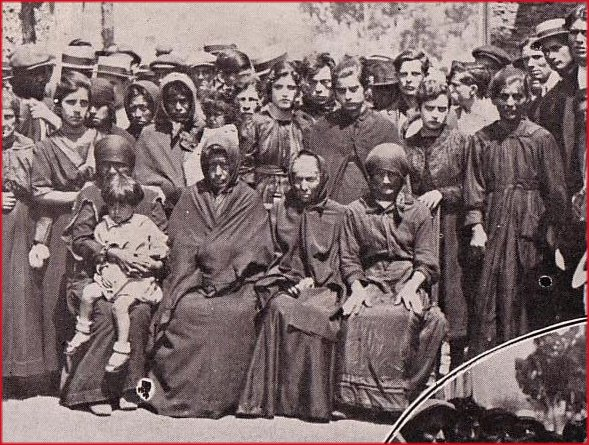
Familiars dels morts de dol, durant la vetlla al local del sindicat metal·lúrgic, el 8 de gener de 1919
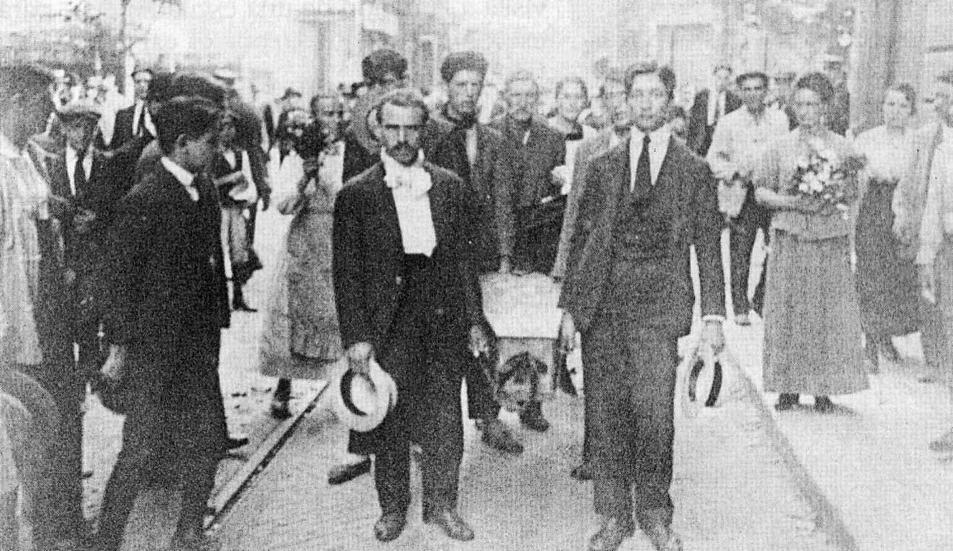
El multitudinari seguici fúnebre del 9 de gener, per enterrar els morts de la massacre del 7, desencadenaria nous enfrontaments amb desenes d'obrers morts

Aquesta mateixa nit, Yrigoyen va ordenar a l'Exèrcit recuperar el control de la ciutat, sota el comandament del general Luis Dellepiane, un militar incondicional d'Yrigoyen que havia participat en la Revolució radical de 1905. Durant tres dies, Buenos Aires seria «zona alliberada» per l'acció repressiva de l'exèrcit, la policia i grups de civils armats i «guàrdies cívics radicals», que uns dies després s'organitzarien sota el nom de Lliga Patriòtica Argentina. Al barri jueu de l'Onze, les forces repressives van produir l'únic pogrom (matança de jueus) que s'hagi realitzat en el continent americà, convocant a «caçar russos». Enmig de la massacre va aparèixer la frase «jo, argentí», utilitzada com a salconduit per salvar la vida. En total va haver-hi uns 800 morts mai identificats; gent gran, dones, nens i homes. Hi va haver també desenes de desapareguts, milers de ferits, i més de 50.000 detinguts. Van ser cremats habitatges obrers, sinagogues, locals sindicals i partidaris, diaris, biblioteques populars jueves i cooperatives. El govern va detenir i torturar a milers de ciutadans, com l'immigrant jueu Pinie Wald al qui se'l va acusar falsament de ser el líder d'una revolució judeo-comunista, i va facilitar als grups parapolicials les comissaries on van establir les seves bases operatives. Un cop alliberat Pinie Wald va relatar les tortures i ultratges soferts en el llibre Koschmar (Malson), escrit en ídix i traduïda a l'espanyol recentment el 1987.

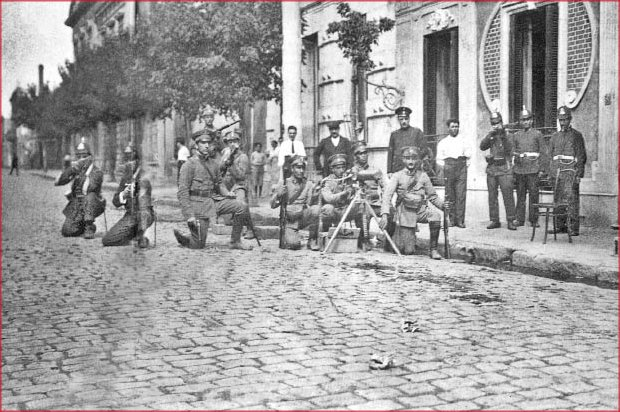
Una de les primeres mesures del general Dellepiane va ser instal·lar dues metralladores sobre el carrer Cochabamba per defensar la fàbrica de Vasena
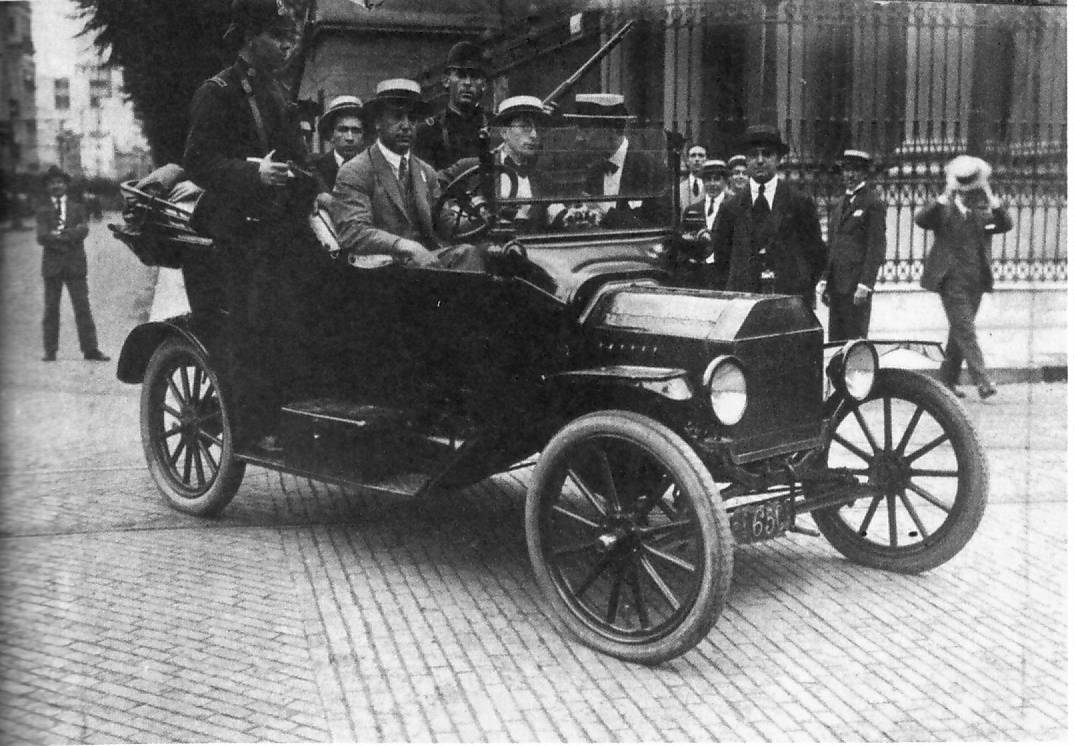
Membres de la Lliga Patriòtica Argentina recorrent els carrers de Buenos Aires al costat de la policia durant la Setmana Tràgica

Les dues FORA van ser incapaces d'operar en algun sentit per frenar la matança. La FORA anarquista perquè s'oposava a tot contacte amb el govern o els diputats i simplement es va limitar a promoure la insurrecció, i la FORA del 9è Congrés perquè es va mostrar dubitativa i sense control dels sindicats ni influència sobre els vaguistes.
Hi ha consens entre els estudiosos a considerar que Yrigoyen va ser superat pels sectors més durs i criminals que actuaven dins i fora del radicalisme. Però també hi ha consens a considerar que Yrigoyen va ser responsable tant per les decisions que va prendre, com per les que no va prendre, entre elles l'encobriment dels fets i la impunitat dels assassins. L'historiador radical Gabriel del Mazo li atribueix responsabilitat a «l'oligarquia política i plutocràtica en aguait, l'aspiració redreçar a enderrocar el govern constitucional mitjançant una operació militar i sota pretext de restablir l'ordre alterat». Un altre historiador radical, Félix Luna, afirma genèricament que «Yrigoyen es va veure obligat a prendre mesures enèrgiques per garantir la tranquil·litat de la població». Després de la massacre, el govern va felicitar públicament a les tropes que van executar la repressió i l'alta societat va organitzar una col·lecta per premiar-los amb diners.
A gairebé cent anys de la massacre, les víctimes continuen sense ser oficialment recordades. El 1972, Julio Godio va escriure un llibre titulat La setmana tràgica, recuperant el fet per la memòria col·lectiva. Més recentment un documental d'Herman Szwarcbart, Un pogrom a Buenos Aires (2007), va registrar testimonis del grau de barbàrie, odi de classe i racisme d'aquella acció.

#### Patagònia rebel
El novembre de 1920, va esclatar a la província de Santa Cruz una vaga de peons rurals i treballadors dels frigorífics. Immediatament, els estanciers més grans, com Menéndez Behety, la Societat Rural, els frigorífics anglesos i fins i tot l'ambaixada de Gran Bretanya van demanar la intervenció del govern nacional per acabar amb la vaga.
La vaga era conduïda principalment des de la Societat Obrera de Río Gallegos, creada el 1918. El seu secretari general era conegut com el «Gallego» Soto, un anarquista espanyol  que pertanyia a la FORA anarquista (FORA del 5è Congrés). Amb l'extensió del conflicte, es van sumar a la vaga altres societats obreres instal·lades a altres ciutats de Santa Cruz. Tres corrents sindicals (anarquistes, socialistes i sindicalistes revolucionaris) van entrar en conflicte entre ells, però la preeminència la van tenir els anarquistes de la FORA del 5è Congrès. El conflicte va estar ple de fets violents, des de pallisses, tortures i assassinats de sindicalistes per part de la policia i el grup parapolicial Lliga Patriòtica Argentina, fins a la presa d'estàncies i d'ostatges per part dels vaguistes.
Yrigoyen va donar ordres d'intervenir en el conflicte i arribar a un acord. Per això va enviar un nou governador yrigoyenista, Àngel Yza, i poc després al coronel Héctor Benigno Varela, al comandament d'un regiment de l'Exèrcit. Yza i el coronel Varela van aconseguir apropar les parts i arribar a un acord que es va formalitzar mitjançant un laude del governador, acceptat pels sindicats i els empresaris, que va ser finalment homologat el 22 de febrer de 1921.
Immediatament després que es retiressin les tropes, els estanciers van rebutjar l'acord i van prendre represàlies utilitzant als grups parapolicials. A l'octubre va començar una nova onada de preses d'estàncies, pobles i ostatges.

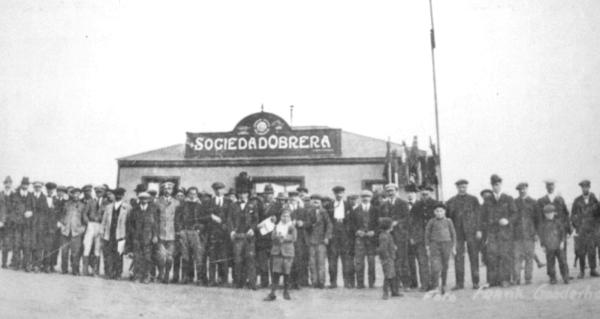
Obrers en vaga davant de la Societat Obrera de Río Gallegos, 1920
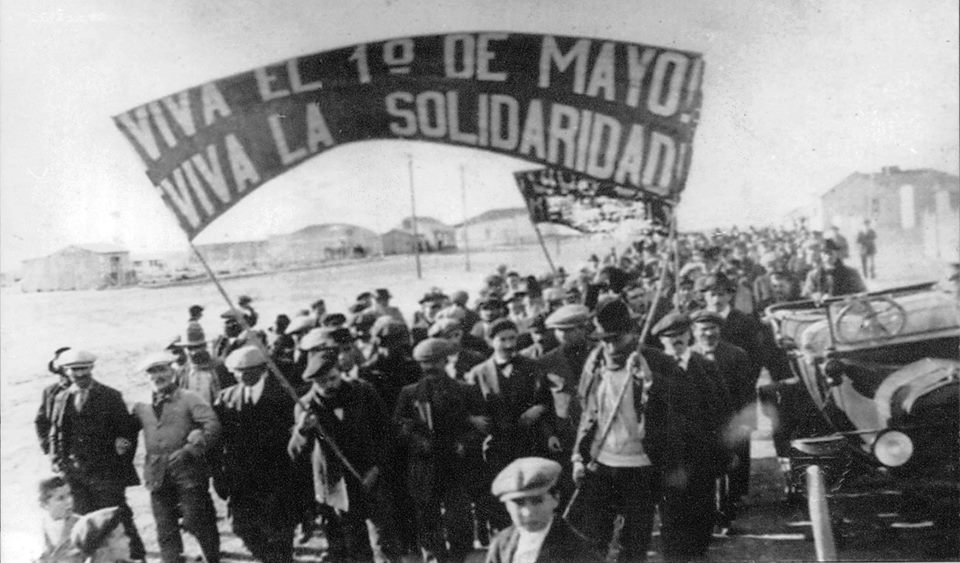
Marxa de peons rurals al Puerto de Santa Cruz, 1921
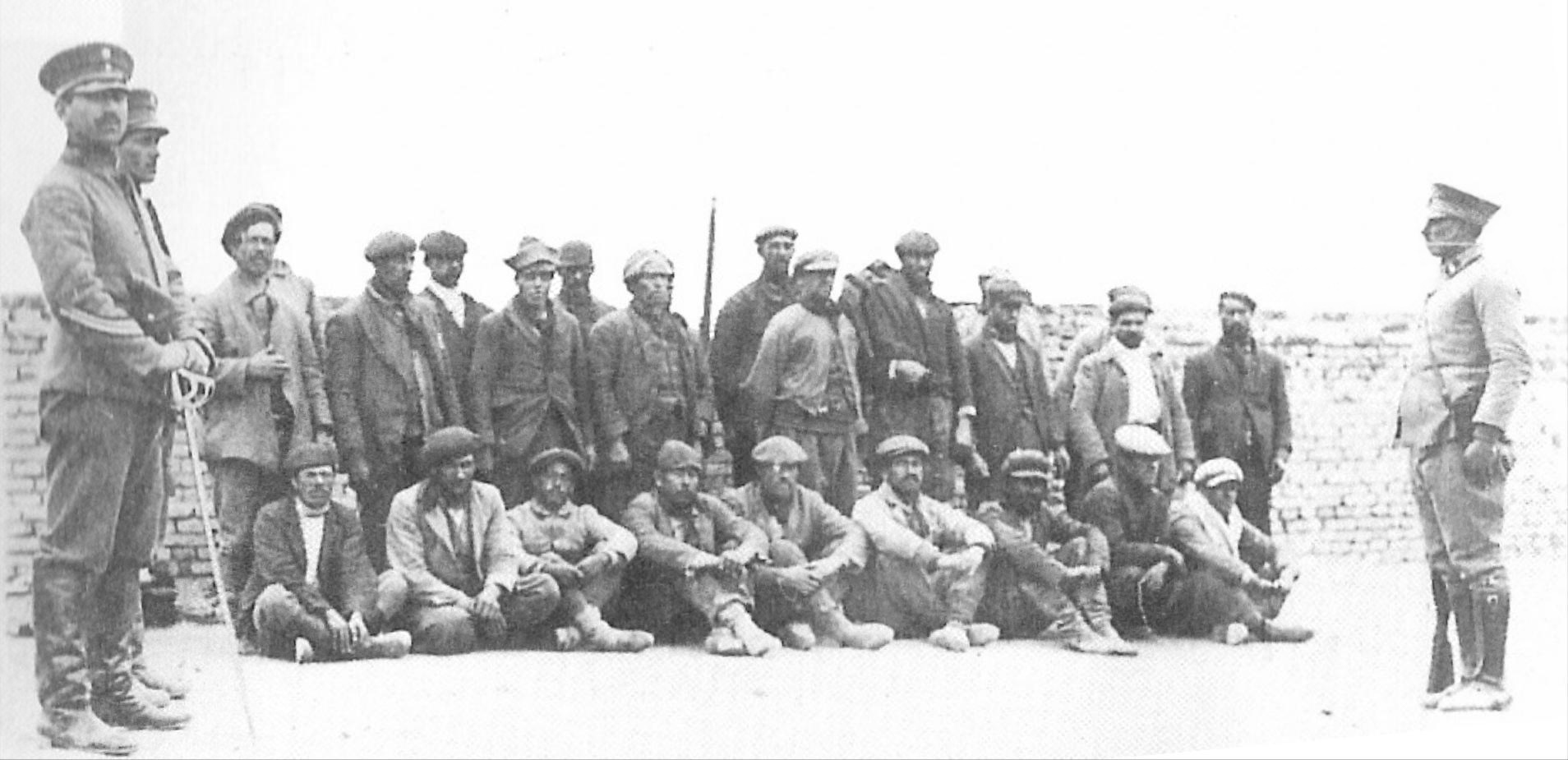
Obrers detinguts i identificats, 1921

A finals de 1921 es va produir un descens brusc del preu de la llana, el que va causar una important quantitat d'estoc acumulat, provocant una disminució important del preu del producte. Però el major problema era que els obrers tenien una propera esquilada, el que empitjorava la situació. Per evitar-ho, els obrers van prendre novament les estàncies (cautelosament i sense violència), i fins i tot alguns propietaris es van adherir al reclam per considerar-lo just.
Al novembre, Yrigoyen va tornar a manar al coronel Varela al comandament de 200 soldats, aquest vegada amb l'ordre de «pacificar» la Patagònia, atorgant-li el bàndol de pena de mort per aplicar als vaguistes per subversió. Els historiadors debaten quin pes va tenir en la decisió d'extremar la repressió contra els obrers fins semblant punt, la presència xilena en el conflicte, especialment d'efectius carabiners (policies).
Entre l'11 de novembre de 1921 i el 10 de gener de 1922, l'Exèrcit procediria a detenir i afusellar centenars de vaguistes, que Osvaldo Bayer estima que va arribar als 1.500. Els cadàvers van ser cremats i enterrats sense marques. El govern de Yrigoyen mai va donar una llista de les persones executades ni realitzar cap informe de les operacions.
Els afusellaments de la Patagònia van ser oblidats, a excepció d'un llibre del radical yrigoyenista José María Borrero, titulat La Patagònia tràgica, que va passar desapercebut. Cinquanta anys després de les matances, Osvaldo Bayer va publicar La Patagònia Rebel, que al seu torn va servir de llibre per a la pel·lícula del mateix nom, dirigida per Héctor Olivera amb Luis Brandoni, Federico Luppi i Pepe Soriano representant als líders sindicals de la vaga. Estrenada el 1974 va ser immediatament censurada pel govern de Juan Domingo Perón, i seria estrenada de nou en 1984 després de la tornada de la democràcia el 1983.

#### La Forestal
El 1919, els treballadors de l'empresa anglesa La Forestal, productora de quebracho i taní al nord de la província de Santa Fe van construir una organització sindical afiliada a la FORA del 9è Congrés i van declarar una vaga general que va finalitzar amb la signatura d'un avançat conveni col·lectiu.
Durant els dos anys següents, l'empresa va incomplir el conveni i va aconseguir que el govern radical de Santa Fe creés una força policial finançada per l'empresa per cuidar els seus interessos, anomenada «Gendarmeria Volant». Simultàniament, l'organització parapolicial Lliga Patriòtica Argentina es va instal·lar a la zona, en tant que el moviment sindical es dividia en lluites entre la FORA del 9è Congrés i la FORA del 5è Congrés.
En aquestes condicions, el desembre de 1920, La Forestal va iniciar un tancament prolongat de les seves fàbriques i va acomiadar a milers de treballadors, exposant a la inanició a diverses poblacions (Vila Guillermina, La Gallareta, Villa Ana i Tartagal). El 29 de gener de 1921 es va produir un esclat social generalitzat a la regió, amb desenes d'enfrontaments armats en els pobles i boscos durant tres mesos. L'esclat va ser durament reprimit per la Gendarmeria Volant i el grup parapolicial Legió Patriòtica. Durant l'enfrontament van morir uns 600 obrers, a més es van produir tortures, violacions i crema d'habitatges per part de les forces policials. El novembre de 1922, La Forestal va reobrir les seves fàbriques. Per llavors, el Sindicat del Taní i tota organització sindical dels treballadors del quebracho havia desaparegut.
Tres dècades després, amb els quebrachals talats, La Forestal tancaria definitivament les seves plantes a l'Argentina, causant el major desastre social i ecològic que una empresa hagi pogut generar en la història argentina. Un informe realitzat el 2004 per la Secretaria d'Ambient i Desenvolupament Sostenible de la Nació i l'Institut Nacional de Tecnologia Agropecuària (INTA), va estudiar en detall la devastació dels boscos naturals i el procés de desertificació la província de Santa Fe, causats al nord de la província, principalment per l'acció de La Forestal. Com a conseqüència del tipus d'explotació forestal realitzada a Santa Fe per La Forestal i altres empreses, la província va perdre el 86% dels seus boscos.
Aquesta massacre que havia estat difosa per la pel·lícula Quebracho (1974), de Ricardo Wullicher, ha estat recentment estudiada en detall per Alejandro Jalinski en el llibre Revolta obrera i massacre a La Forestal: sindicalisme i violència empresària en temps de Yrigoyen.

#### La massacre de Napalpí
El 1924, durant la presidència de Marcelo T. de Alvear, es va produir una gran protesta laboral d'indígenes qom i mocovís a la localitat de Napalpí, al llavors territori nacional del Chaco, per les condicions indignes de la producció cotonera. La protesta va ser reprimida per la policia, assassinant a unes 200 persones. Almenys hi va haver 700 víctimes, incloses dones, ancians i nens. Els qui no van morir per les bales policials van ser degollats amb matxets i destrals. Va ser una de les massacres de major magnitud comesa a l'Argentina durant el segle xx. Com en els altres casos, no es va obrir una investigació ni es va donar a conèixer una llista de damnificats en el seu moment. En 2014, noranta anys després, l'Estat argentí, a través del Ministeri Públic, va investigar durant quatre anys els eventuals delictes de lesa humanitat comesos a Napalpí, i va sol·licitar l'obertura d'un «Judici per la Veritat», pel fet que tots els eventuals culpables ja havien mort.

### La Reforma Universitària de 1918

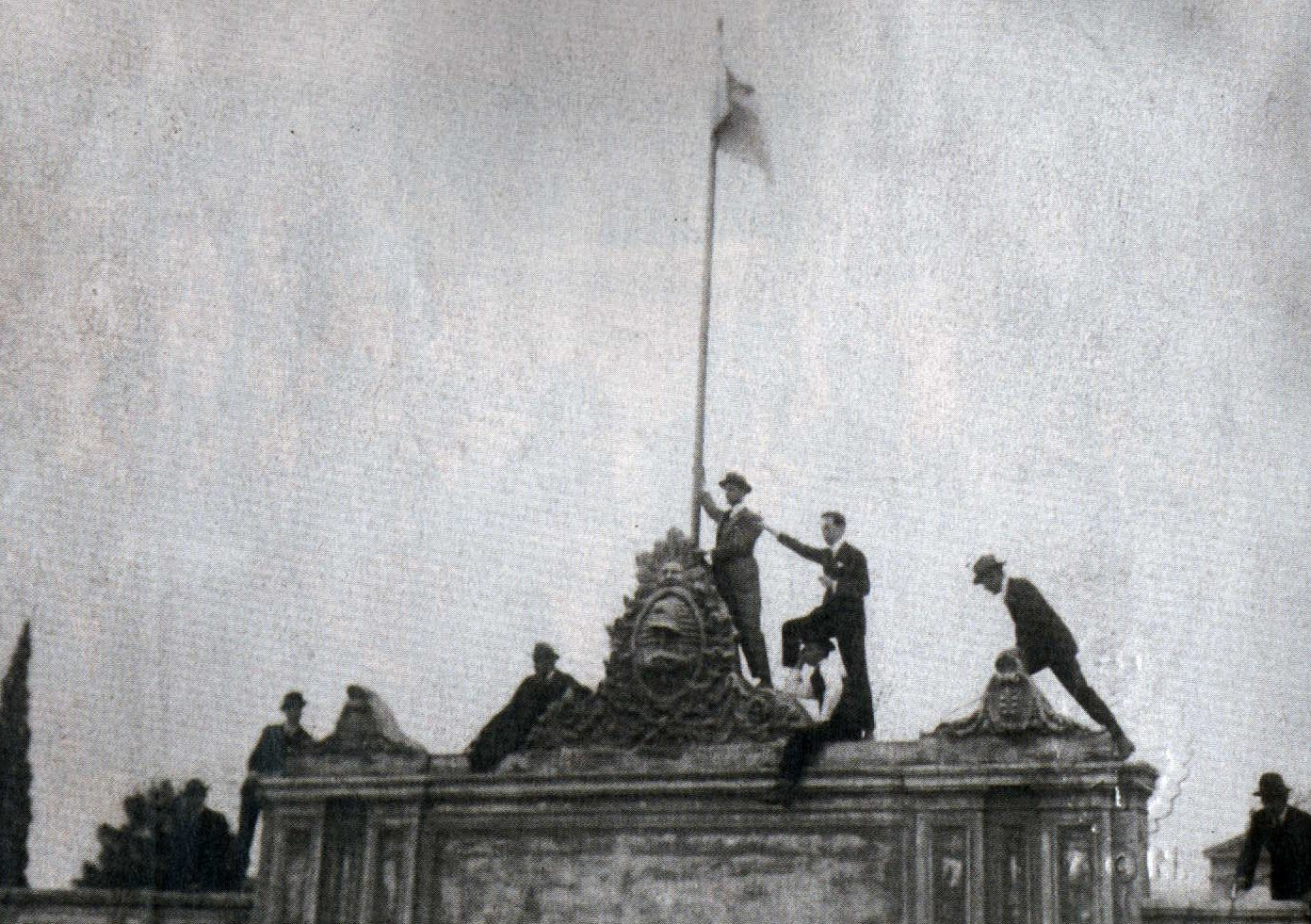
El 1918 comença el moviment de reforma universitària

El 15 de juny de 1918, va esclatar a la Universitat Nacional de Córdoba una vaga estudiantil contra el règim universitari vigent que donaria inici a un moviment que va prendre el nom de Reforma Universitària. El moviment va establir els seus objectius en un Manifest Liminar (redactat per Deodoro Roca) de «la joventut argentina de Córdoba als homes lliures de Sud Amèrica», i es va recolzar en els centres d'estudiants organitzats a la Federació Universitària de Córdoba. Els reformistes van reclamar una reforma profunda del règim universitari, exigint que fos autònom per a cada universitat i governat per representants elegits per docents, estudiants i graduats, en el marc d'una democratització de l'educació universitària. El moviment es va estendre a les altres universitats existents al país en aquest moment (La Plata, Buenos Aires i Tucumán) a les quals es va sumar la Universitat Nacional del Litoral creada l'any següent, sent dirigit per la Federació Universitària Argentina (FUA) fundada aquest any.
Yrigoyen veia amb simpatia aquest moviment, per la qual cosa va crear noves cases d'estudi perquè les classes mitjanes tinguessin major accés a la universitat. Segons explica Gabriel del Mazo, un dels líders estudiantils i posterior dirigent de la UCR:
| «                  | El seu govern pertanyia a l'esperit nou, que s'identificava amb les justes aspiracions dels estudiants i que la Universitat havia d'anivellar amb l'estat de consciència assolit per la República. | » |
| — Gabriel del Mazo | |   |

El President va nomenar a José Nicolás Matienzo com a interventor, qui va reformar i es va encarregar de transformar els estatuts de la Universitat de Córdoba, i va establir l'elecció de noves autoritats. No obstant això va guanyar el doctor Nores, contrari a la reforma, el que va provocar l'oposició dels estudiants i davant el fracàs de la intervenció de Matienzo, els estudiants van resoldre que la vaga seria per temps indeterminat. El 21 de juny de 1918 es va difondre un manifest titulat La joventut argentina de Córdoba als homes lliures de Sud Amèrica. El juliol del 1918, el govern radical va enviar al Congrés de la Nació una llei que establia els tres nivells d'instrucció. Es va crear la Universitat del Litoral, a petició del Congrés Nacional d'Estudiants Universitaris, i va ser nacionalitzada la de Tucumán.
La reforma universitària va ser projectada a altres països d'Amèrica Llatina, com Perú (on el líder reformista va ser Víctor Raúl Haya de la Torre), Mèxic, Colòmbia, Cuba, Xile, Uruguai, Guatemala, República Dominicana, Costa Rica, Bolívia i Veneçuela.

## El govern de Marcelo Torcuato de Alvear (1922-1928)

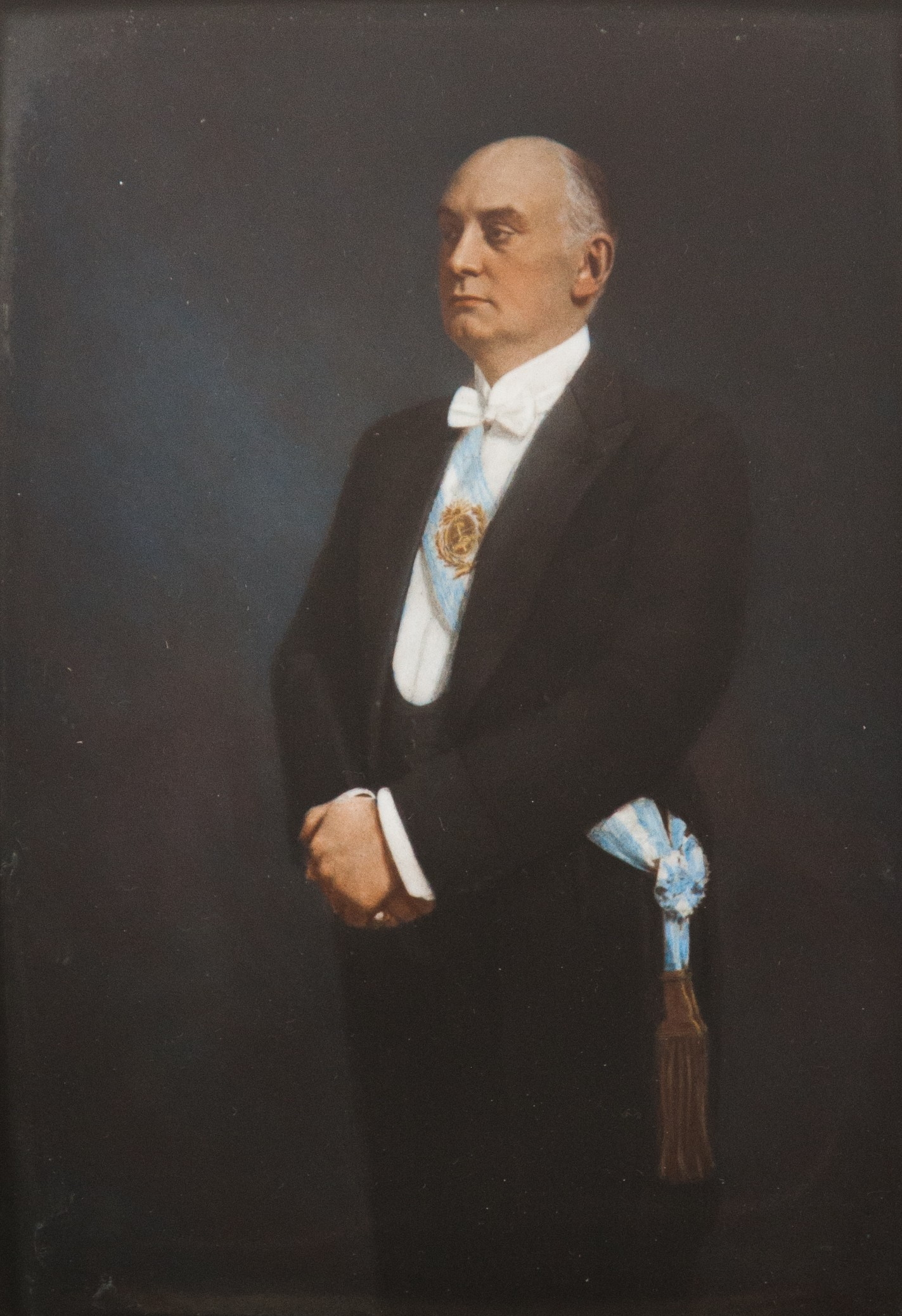
Marcelo T. de Alvear amb la banda presidencial. Retrat oficial, Museu del Bicentenari

Els comicis es van realitzar el 2 d'abril de 1922. Marcelo T. de Alvear, per la UCR, va obtenir el triomf amb 450.000 vots; la Concentració Nacional (aliança electoral conservadora) va obtenir 200.000 vots; el Partit Socialista va obtenir 75.000 vots; i el Partit Demòcrata Progressista va obtenir 75.000 vots. El vicepresident va ser Elpidio González.
Marcelo T. d'Alvear va desenvolupar una presidència marcadament diferent, en estil i contingut a la de Hipòlit Yrigoyen.
En primer lloc, el radicalisme durant el seu mandat va manifestar una clara vocació de diàleg i aliances amb altres forces polítiques, en particular amb els socialistes i demòcrates progressistes. La presència de militants radicals en el gabinet va ser reduïda i els ministres i secretaris van gaudir de més autonomia. El ministre José Nicolás Matienzo va exercir un paper de coordinació del gabinet. Dos ministres del gabinet d'Alvear serien durant la Dècada Infame presidents de la Nació: Agustín P. Justo i Roberto M. Ortiz.
En segon lloc, certes polítiques de transformació econòmica, política i social que havia delineat el govern de Yrigoyen van resultar atenuades, quan no directament revertides, durant el govern d'Alvear. El cas més extrem va ser amb la reforma universitària. Això no va impedir, però, que fos el govern d'Alvear el que enviés al Congrés el projecte de llei de nacionalització del petroli, encara que mai va aconseguir que fos aprovat.

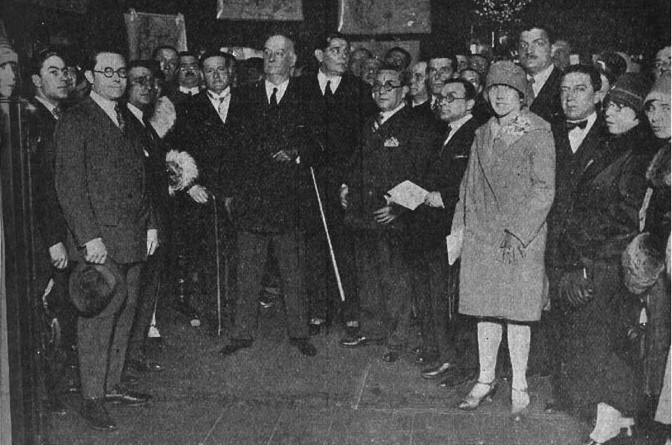
La primera Fira del Llibre a Argentina va tenir lloc a Buenos Aires, al setembre de 1928. A la fotografia es troba el President amb els seus ministres Roberto Marcelino Ortiz i José P. Tamborini, en el dia de la inauguració

No obstant això, tot i que menys que el seu antecessor, el nou radical va adoptar diverses mesures de previsió social, com la Llei 11.289 el 1923; encara que va significar un avanç cap a la jubilació universal i obligatòria, més tard el 1926, la Unió Industrial va aconseguir anul·lar-la per mitjà d'una nova llei, argumentant que seria molt costós mantenir-la. El moviment obrer també es va queixar d'ella, ja que no volien que es descomptés dels seus salaris el 5% corresponent a les aportacions dels obrers. La Llei 11.317, sancionada el 1924, va prohibir el treball de dones i menors a la Capital Federal i als territoris nacionals; Pablo Troncoso va destacar que l'article 23 de l'esmentada llei facultava les societats gremials a denunciar i acusar criminalment qualsevol infracció a les seves disposicions. El 1926, una comissió encapçalada pel socialista Mario Bravo va aconseguir elaborar i sancionar la Llei 11.388 anomenada Règim Legal de les Societats Cooperatives; el segon article expressava els principis d'associació lliure i voluntària, foment de l'educació i eludir privilegis per els fundadors de les mateixes. Gairebé paral·lelament es va promulgar la Llei 11.380 anomenada Foment cooperatiu, la qual autoritzava al Banc de la Nació Argentina com a l'Hipotecari a gestionar crèdits a les entitats cooperatives, a més d'alliberar aquestes societats d'aquells impostos nacionals de paper segellat, com també del valor dels edificis i instal·lacions i de patents.
També es van sancionar lleis previsionals: la Llei de la jubilació per als empleats de la banca (Llei 11.232 i Llei 11.575) i la Llei de la jubilació dels mestres de primària (Llei 11.312); a més es va crear per Llei 11.289 de la Caixa de Previsió Social per jubilacions a empleats i obrers. Amb la Llei 11.275 d'Identificació de mercaderies d'indústria argentina i la Llei 11.278 es va reglamentar el pagament de sous en moneda nacional (per evitar l'ús de vals de canvi). Gràcies a la Llei 11.287 es van establir impostos a l'herència que aquest cop va produir una major redistribució, que va servir per reforçar l'educació popular. L'any 1924 es va augmentar la jubilació dels mestres, abans la mateixa era molt baixa. No obstant això, el govern pràcticament va atenuar el procés de la reforma universitària, quan va intervenir la Casa d'Alts Estudis de La Plata i la del Litoral, a més de sancionar un estatut antirreformista per a la Casa de Buenos Aires.
Durant la seva presidència i amb motiu de la finalització de la guerra es va reactivar el flux d'immigració cap a l'Argentina. Entre 1924 i 1929 van entrar al país gairebé dos milions de persones, de les quals van quedar radicats al país 650.000.
A partir del 1925 es va registrar un gran augment en les inversions estrangeres provinents dels Estats Units, que es van realitzar a través de les empreses relacionades amb la indústria frigorífica, amb les organitzacions de distribució i producció d'energia, i de béns de consum. Aquesta «invasió» sobtada de capitals estatunidencs va provocar una competència amb els capitals provinents del Regne Unit; aquella rivalitat es va veure reflectida en àrees com ara els transports (entre els productes automotors exportats dels Estats Units i els ferrocarrils anglesos), però també es va aguditzar la competència amb empreses frigorífiques vinculades amb aquests dos països. Aquests conflictes van portar al deteriorament de les relacions amb els anglesos. Producte d'això, per imperi dels emprèstits d'origen estatunidenc que va contraure la segona presidència radical, el deute públic va créixer notablement durant la gestió d'Alvear en comparació a la primera presidència d'Yrigoyen (pel 1928 la mateixa era de 1.763 milions de pesos).
Quan va assumir Alvear existia una crisi en el sector ramader, ja que les carns congelades que produïa l'Argentina no servien per a una economia de guerra com l'europea, i en anys anteriors les exportacions de carn congelada van minvar. Els criadors que tenien ramat en excés van haver de vendre els seus animals a preus baixos. Els criadors de bestiar van demanar el 1921 protecció per part del govern argentí cap als manejos dels trusts de la carn. Per això el govern va sancionar el 1923 tres lleis; la primera establia un règim de control del comerç de carns (Llei 11.226), la segona fixava els preus mínims i màxims per a la venda (Llei 11.227), i la tercera va instaurar un règim de control per a les transaccions comercials de bestiar boví per evitar els vals, comuns a l'interior (Llei 11.228). Es va crear així un frigorífic estatal, anys més tard batejat amb el nom de Frigorífics Lisandro de la Torre. Es va procurar evitar especulacions, i establir formes de comercialització i control, assegurant el proveïment a preus raonables.
En finalitzar la gestió d'Alvear el 1928, el país comptava amb major nombre d'automòbils que França, i major quantitat de línies telefòniques que el Japó.

### Diversitat i divisió del radicalisme

#### Yrigoyenismeiantipersonalisme

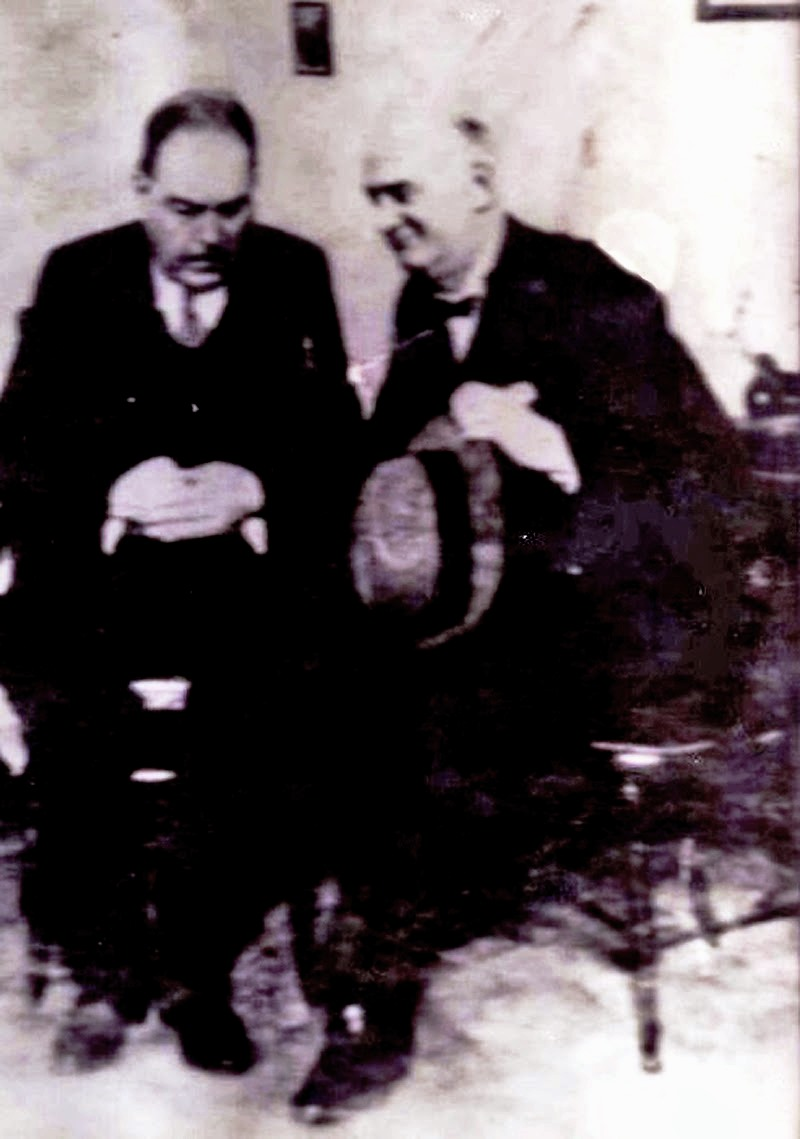
Hipólito Yrigoyen amb Marcelo Torcuato de Alvear. A mitjans de la dècada del 1920 el radicalisme es va dividir en yrigoyenistes i antipersonalistes

Yrigoyen va imposar un estil de conducció molt personalista i directe, en el qual els seus ministres apareixien amb escassa autonomia. L'oposició, i més endavant un ampli sector de la UCR, criticaria severament aquest estil, que va ser denominat com personalista.
La Unió Cívica Radical estava dividida interiorment, des de principis de segle, entre els anomenats «blaus» o «galeritas», de tendència més conservadora i origen social de classe mitjana alta, molt forts a la ciutat de Buenos Aires, i els anomenats «grisos» de tendència més popular i origen social de classe mitjana baixa, forts en la Província de Buenos Aires.
Les arrels de l'enfrontament es remunten a l'època de la revolució radical de 1893, que va dividir al partit entre seguidors del seu fundador, Leandro N. Alem, i el seu nebot, Hipólito Yrigoyen. Molts dels seguidors d'Alem, com Francisco Barroetaveña, Martín Torino, Tomás Le Breton, o Emilio Gouchón, van integrar les files del grup contrari a Yrigoyen, base del futur antiyrigoyenisme. Un altre sector radical havia seguit a Bernardo de Irigoyen en la seva governació de la Província de Buenos Aires; quan es van reincorporar al tronc principal del radicalisme, diversos membres d'aquest grup no van acceptar la direcció de Yrigoyen. Finalment, un sector liderat per Leopoldo Melo es va enfrontar a Yrigoyen en 1909, oposant-se a l'abstencionisme que Yrigoyen sostenia com a centre de la seva estratègia política.
Els antipersonalistes criticaven el lideratge vertical i personalista de Yrigoyen, així com la seva personalitat tancada i poc procliu al diàleg. Donaven màxima importància a una de les quatre banderes que Leandro Alem va assenyalar com a bases del radicalisme: «la impersonalitat de la coalició».

#### Ellencinismede Mendoza
El radicalisme va assumir característiques diferenciades en diverses províncies. Algunes d'aquestes corrents van arribar a separar-se de la UCR, formant partits provincials que en alguns casos, com la Unió Cívica Radical Bloquista de San Juan, continuen actius en l'actualitat.
A Mendoza va sorgir un corrent radical coneguda com a lencinisme. El lencinisme va ser fundat per José Néstor «El Gaucho» Lencinas, un dels fundadors de la Unió Cívica Radical, elegit governador el 1918. Després de la seva mort el 1920, el lideratge va ser continuat pels seus fills, José Hipólito, Rafael i especialment Carlos Washington. El lencinisme va portar endavant un programa de transformacions socials vinculades als sectors socials més baixos, que el van situar com a ala esquerra del radicalisme. El símbol verbal del lencinisme era l'espardenya, calçat popular de les classes socials més necessitades.
Els Lencinas es van enfrontar tant a conservadors mendocins (autodenominats «gansos» (oques)), com a Hipólito Yrigoyen, situant-se en el camp antipersonalista. Durant la dècada del 1920, el lencinisme va guanyar totes les eleccions provincials, però al mateix temps els seus governs van ser reiteradament intervinguts pel govern radical nacional.
El punt màxim de l'enfrontament entre el lencinisme i el yrigoyenisme es va produir el 1929, quan la majoria radical va rebutjar els plecs de senador nacional de Carlos Washington Lencinas, sent poc després assassinat. Històricament, el lencinisme va atribuir l'assassinat a Hipólito Yrigoyen, encara que això no s'ha pogut ser provat. Produït el cop d'estat militar del 6 de setembre de 1930, el lencinisme no va tornar al poder de la província mai més, iniciant un camí de decadència.

#### Elbloquismede San Juan
El Partit Bloquista es va originar en una forta divisió de la Unió Cívica Radical de la província de San Juan. Els germans Federico i Aldo Cantoni, (radical el primer i socialista el segon) van fundar la Unió Cívica Radical Bloquista amb un programa popular progressista, que va ser àmpliament popular en aquesta província.
Federico Cantoni va ser escollit governador el 1923 i el 1931. Aldo Cantoni va ser escollit governador el 1925. En les dues primeres oportunitats van ser desplaçats per sengles intervencions federals disposades pels presidents radicals Marcelo T. de Alvear i Hipólito Yrigoyen, amb qui estaven enfrontats. El 1934, Federico Cantoni va ser enderrocat per un sagnant cop d'estat organitzat pels conservadors.
El bloquisme a San Juan va realitzar una de les obres de govern més progressistes de la història argentina; el sufragi femení el 1927 per primera vegada en la història argentina, avançades lleis de treball, un sistema d'impost progressiu, desenvolupament de l'educació tècnica, la reforma agrària, intervenció de l'Estat per promoure la indústria del vi i de l'oli, una xarxa de camins per tal de poblar el territori, parcs populars, plans d'habitatge per a treballadors. En aquesta dècada, el bloquisme va donar suport nacionalment a la Unió Cívica Radical Antipersonalista.

#### Elradicalisme principistad'Entre Ríos
El 1914, el radical Miguel Laurencena va ser escollit governador de la província de Entre Rios, seguit per Luis L. Etchevehere com a sotsgovernador, inaugurant una sèrie de governs provincials de la Unió Cívica Radical que es perllongarien fins al cop militar de 1943.
Laurencena va adoptar una posició obertament opositora a Hipólito Yrigoyen des que aquest fos elegit president de la Nació el 1916, arribant a separar-se de la Unió Cívica Radical per formar la Unió Cívica Radical Principista (o Unió Cívica Radical d'Entre Ríos), que el va portar com a candidat a president en 1922, on va obtenir una mínima quantitat de vots (18.000 enfront dels 450.000 que va obtenir Alvear). El 1924, els radicals principistes van formar part del grup de dirigents radicals que van fundar la Unió Cívica Radical Antipersonalista.
La UCR Principista guanyaria totes les eleccions provincials fins al 1943. El 1924, el president Marcelo T. de Alvear va designar a Miguel Laurencena ministre de la Cort Suprema de Justícia, que va estar en aquest càrrec fins a la seva mort el 1928, mentre que el seu fill Eduardo Laurencena va ser escollit governador per al període 1926-1930.

#### Elverismede Tucumán
El 1922, va ser escollit governador de Tucumán Octaviano Vera. Vera, que havia adoptat l'espardenya com a símbol partidari, va buscar representar els treballadors de la indústria sucrera i enfrontar-se als poderosos propietaris de les plantacions de canyes de sucre, que controlaven l'economia provincial.
La combinació d'una gran vaga realitzada a l'abril d'aquest any i l'impuls d'una avançada legislació laboral (salari mínim i jornada de vuit hores) va posar la patronal en peu de guerra i va fer que el Centre Sucrer Argentí es reestructurés per coordinar mesures amb la finalitat de bloquejar la «legislació obrera» de Tucumán. El novembre de 1923, la província va ser intervinguda pel Poder Executiu Nacional i Vera va ser separat del seu càrrec.
L'interventor federal, Dr. Gondra, va ser ajudat pels industrials, a qui li van prestar 2.000.000 pesos per al pagament de l'administració pública, a compte de l'impost de la collita de 1924. Mentrestant, una de les fraccions radicals, encapçalada pel diputat nacional Antonio B. Toledo, li va demanar a l'interventor que fes complir les «lleis obreres», de jornada màxima de vuit hores i de salari mínim de 4,20 pesos. Però Gondra no les va aplicar, perquè estava alineat amb el sector industrial.

#### Eltanquismede Jujuy
Miguel Tanco va ser un dirigent radical que va ser ministre i després governador de la província de Jujuy durant la dècada del 1920. Tanco va impulsar una avançada política social i proindígena que tenia com a objectiu subvencionar la compra de terres en la Puna i la Quebrada de Humahuaca per repartir-la entre les comunitats indígenes, junt amb la realització d'obres d'infraestructura, radicació d'indústries i habitatges obrers. Un volant de la UCR donava compte de la política tanquista en aquests termes:
| «                             | Al Poble de Jujuy! ... Per mitjà d'esta llei s'obliga al poderós, al que té milions pastats amb la suor i el desgast de la vida del treballador, al que li donin pa i un humil sostre ... Avui els fills del poble ja no han d'arrossegar cadenes! A concórrer tots en massa quan es tracti de sancionar la llei per conèixer personalment i no confondre els legisladors que no vulguin sancionar-la, els quals des d'aquest moment seran reus d'alta traïció als interessos dels humils. Visquin els fills del poble! Visquin els alliberats! | » |
| — Unión Cívica Radical, 1923. | |   |

Els sectors conservadors de la UCR i les classes altes de Jujuy es van oposar al tanquisme. El 1930, aliat amb Yrigoyen, Tanco va aconseguir ser elegit governador i expropiar una enorme quantitat de terra en la Puna i la Quebrada de Humahuaca, però als pocs mesos va ser enderrocat, amb el cop d'estat que va desallotjar al govern yrigoyenista. El 1946, Tanco resultaria escollit com a senador pel peronisme.

### La Unió Cívica Radical Antipersonalista

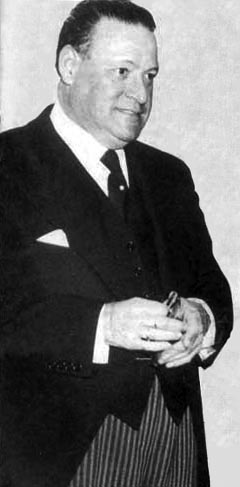
El radical antipersonalista Roberto M. Ortiz, va ser President de la Nació el 1938

Alvear havia estat proposat com a candidat per Yrigoyen, potser perquè creia que la seva simpatia pels detractors del personalisme del seu predecessor, combinada amb la seva lleialtat personal, evitaria la ruptura dins del radicalisme.
Els sectors d'oposició interna es van alinear ràpidament després de la figura d'Alvear, formant un sector diferenciat, conegut com a Unió Cívica Radical Antipersonalista. De moment no hi va haver ruptura, perquè els antipersonalistes aparentment tenien la intenció de desplaçar els partidaris d'Yrigoyen de tots els seus llocs, inclusivament en el partit. Van aconseguir diversos governs provincials i van ocupar gairebé tots els ministeris; el seu principal opositor era el vicepresident Elpidio González, obertament yrigoyenista. Segons Felix Luna en el seu llibre Yrigoyen, Alvear no havia encoratjat la creació de la facció antipersonalista, però el seu allunyament del cabdill va ser suficient perquè els sectors més conservadors dins el radicalisme s'enemistessin amb els «personalistes».
Però la divisió del partit radical es va anar tornant inevitable el 1923; nou senadors radicals es van declarar «antipersonalistas», és a dir, contraris al «personalisme» d'Hipólito Yrigoyen, i van brindar el seu suport al president Marcelo Torcuato de Alvear. També hi va haver frecs entre aquest i el seu vicepresident, Elpidio González. De fet, la divisió va començar quan els senadors van començar a hostilitzar al vicepresident González. L'yrigoyenisme prenia als antipersonalistes com conservadors. D'altra banda els antipersonalistes deien que Yrigoyen violava les regles del joc polític. Aquestes disputes van seguir, i el que va ser pitjor, es van traslladar al Congrés, on els diputats fidels a Yrigoyen solien obstaculitzar les iniciatives del Poder Executiu, ja fos a través de discussions o bé retirant-se del recinte per evitar donar quòrum. En aquest context, el president Alvear va clausurar per decret les sessions extraordinàries, en vista que l'activitat legislativa era gairebé nul·la.
El líder del radicalisme antipersonalista va ser Leopoldo Melo; amb ell eren, entre d'altres, Vicente Gallo, Tomás Le Breton, José P. Tamborini, Enrique Mosca, José C. Crotto i Roberto M. Ortiz.
Diversos grups provincials es van alinear també amb l'antipersponalisme, però des d'un punt de vista completament oposat; el lencinisme de Mendoza i el bloquisme de San Juan tenien tendències clarament populistes. En canvi, els radicals principistes d'Entre Ríos, amb Miguel Laurencena al capdavant, eren de tendència conservadora.
El 1924, la UCR de la ciutat de Buenos Aires es va dividir; es van constituir dos comitès paral·lels, i va aparèixer oficialment la Unió Cívica Radical Antipersonalista, liderada per Leopoldo Melo i Enrique Mosca.
El 1925, la Unió Cívica Radical Antipersonalista va constituir el seu propi Comitè Nacional. A les eleccions parlamentàries de 1926 va concórrer amb candidats propis i es va situar com a segona força nacional amb 218.000 vots, darrere de la UCR que va obtenir 338.000 vots. A causa que els conservadors s'havien situat tercers amb 160 000 vots, la possibilitat d'una aliança entre conservadors i antipersonalistes era cada vegada més probable per obtenir la victòria en les eleccions presidencials de 1928.
Encara que Alvear donava suport a l'antipersonalisme, quan aquest sector li va demanar intervenir la província de Buenos Aires per afectar les possibilitats electorals de l'yrigoyenisme, Alvear es va negar i ho va impedir, afectant seriosament al radicalisme antipersonalista. La resposta d'Alvear als seus amics antipersonalistes va ser molt demostrativa de la seva posició política:
| « | A mi no em vingueu a fotre! Espavileu-vos sols i guanyeu si sou més!. | » |

Simultàniament, van sorgir moviments «radicals autònoms», com el que van desenvolupar els Lencinas a Mendoza. El lencinisme estava enfrontat a Hipólito Yrigoyen i es va alinear originalment amb els antipersonalistes. Però poc hauria de durar l'aliança, especialment perquè les polítiques socials del lencinisme (jornada de vuit hores, llei de salari mínim, creació de caixes de jubilacions i pensions), entre d'altres, xocaven amb el biaix conservador de l'antipersonalisme. A causa d'això, Alvear va intervenir Mendoza el 1924.

### El retorn de l'yrigoyenisme
Els radicals yrigoyenistes, com Horacio Oyhanarte, el vicepresident Elpidio González, Délfor del Valle, el governador de Buenos Aires José Luis Cantilo, i un grup de joves liderats per Diego Luis Molinari, defensaven el fort lideratge d'Yrigoyen.
El 1927, la Unió Cívica Radical Antipersonalista va escollir com a candidat a president a Leopoldo Melo, acompanyat per Vicente Gallo per a vicepresident, que seria immediatament recolzat per la Confederació de les Dretes, unificadora de tot l'espectre conservador.
Al començament del 1928, l'yrigoyenisme va guanyar a Tucumán, Santa Fe i sobretot la governació de Córdoba, fins a aquest moment en mans dels demòcrates (Confederació de les Dretes). La tornada d'Yrigoyen al poder va començar a visualitzar-se com una allau. En la campanya yrigoyenista va participar Ignacio Corsini, un famós cantor de tangos, qui va cantar per tot país el tango d'Enrique P. Maroni Yrigoyen President. Al març, Yrigoyen va ser escollit candidat a president, acompanyat per Francisco Beiró.
El 1r d'abril es van realitzar les eleccions. Els dos candidats amb possibilitats eren radicals. Va triomfar Yrigoyen per una diferència aclaparadora; 840.000 vots contra els 440.000 vots de Melo-Gallo. Els socialistes van quedar tercers amb 65 000 vots.
L'assumpció va ser el 12 d'octubre.

## El segon govern d'Hipólito Yrigoyen (1928-1930)

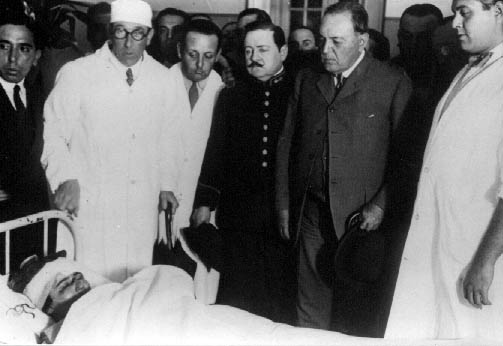
Hipólito Yrigoyen visitant a un policia ferit en un enfrontament, 1928

L'historiador Félix Luna diu d'aquest moment:
| « | La fallida de l'ímpetu alliberador del govern radical es va deure fonamentalment a la fallida del radicalisme mateix. | » |

### Política econòmica
El 29 d'octubre de 1929 es va produir la Gran Depressió, quan va caure la borsa de Wall Street, va afectar dramàticament al món sencer. A Europa i als Estats Units, els bancs van fer fallida en forma massiva; tot i que a l'Argentina això no va arribar a ocórrer, si va haver-hi nombrosos tancaments de fàbriques i comerços. Com a conseqüència de la crisi hi va haver un inevitable augment en la desocupació, les vendes de la mateixa manera que la renda immobiliària van caure. Es va produir un violent desequilibri en la balança comercial, ja que mentre els productes agropecuaris que s'exportaven per generar divises que l'Argentina importava, les divises pujaven perillosament. Les mesures proteccionistes dels Estats Units i Europa que van travar les seves exportacions per incentivar la seva producció local, com també la retirada d'or de l'Argentina, donava a la crisi una complicada situació.
El radicalisme, dirigit per Hipólito Yrigoyen, no va saber respondre als efectes de la crisi. Es produeixen diversos avenços en matèria de comunicació; algunes ràdios comencen a irradiar al país (tres a Buenos Aires i Ràdio Capitol a Córdoba). El 1929 s'inaugura una embarcació per traslladar vehicles entre Santa Fe i Paraná, també es consolida el correu aeri amb els Estats Units, i l'empresa Aeroposta afegeix entre els seus destins la ciutat de Comodoro Rivadavia. Producte de la crisi mundial, es va decretar el tancament de la Caixa de Conversió.
La Llei 11.170 sobre explotació agropecuària va ser sancionada amb èxit el gener de 1930 després d'un llarg debat. Amb ella es van modificar les regles d'arrendament en fer obligatori un contracte escrit i la durada del mateix. Es va crear el Ministeri de Salut Pública, l'Institut de Nutrició i es van subsidiar investigacions científiques per reforçar la salut pública. Va ser creat l'Institut de Pedagogia per al perfeccionament del professorat.
Una dels últims convenis gestionats pel govern va ser un acord de bescanvi amb Anglaterra, que consistia en el compromís de les dues parts d'obrir un crèdit de 100.000.000, amb la idea que l'Argentina comprès material ferroviari a Anglaterra per als ferrocarrils estatals, mentre que Anglaterra adquiririen cereals i altres productes argentins. La iniciativa va ser aprovada a la Cambra de Diputats, però la mateixa no va aconseguir sanció del Senat, tot i el missatge presidencial del gener de 1930.
En plena crisi econòmica i política, i quan encara faltaven quatre anys per a les eleccions presidencials, la debilitat del govern d'Yrigoyen es va fer crítica. El radicalisme estava completament dividit i el govern no tenia diàleg amb l'oposició.

### Intervencions federals
El govern de Yrigoyen va ser molt criticat per les intervencions federals que va disposar i una sèrie d'assassinats polítics mai resolts adequadament. Yrigoyen va intervenir les províncies de Mendoza i San Juan, governades per opositors (el lencinisme a la primera i el bloquisme dels Cantoni a la segona).
El 10 de novembre de 1929, va ser assassinat el senador opositor mendocí Carlos Washington Lencinas per un grup yrigoyenista. El crim va causar estupor al país i lògicament, Yrigoyen va ser acusat d'haver-ho ordenat; no hi ha cap tipus d'indici que això hagi passat. Carlos Lencinas, estava frontalment enfrontat amb Yrigoyen (qui havia intervingut Mendoza), i acabava de ser exclòs del Senat per la majoria yrigoyenista.
Un mes després, el 24 de desembre, va tenir lloc un atemptat anarquista contra Yrigoyen en sortir de la seva llar per anar cap a la Casa Rosada. L'autor de l'atac va ser un anarquista italià anomenat Gualterio Marinelli, que va realitzar tres trets contra l'automòbil en què viatjava el president sense encertar en el blanc, i va resultar mort per l'escolta presidencial al repel·lir l'atac. Aviat la nova gestió d'Yrigoyen era vista negativament per l'opinió pública, ja que temps enrere transitava pels carrers sense custòdia, mentre que ara, els seus guàrdies havien matat una persona.
L'any 1930 va començar amb l'assassinat d'un opositor en una província intervinguda pel govern, l'advocat bloquista Manuel Ignacio Castellano. El 2 de març es van dur a terme les eleccions parlamentàries, en les que la Unió Cívica Radical va perdre estrepitosament a la ciutat de Buenos Aires, enfront dels 100.000 vots obtinguts pel Partit Socialista Independent, seguits del Partit Socialista original amb 84.000 vots, i els radicals només van obtindre 83.000 vots. En tot el país, la UCR va retrocedir en el seu cabal electoral obtenint 655.000 vots, mentre l'oposició va aconseguir 695.000. Al mateix any, Yrigoyen va signar l'indult a l'anarquista Simón Radowitzky, fet que havia promès en la seva primera presidència. No obstant això el govern el va deportar a l'Uruguai.

### Política internacional
A finals del 1929, el president estatunidenc recentment electe Herbert Clark Hoover va visitar l'Argentina. En la seva estada va accentuar la idea que els Estats Units s'abstindria d'intervenir en els assumptes interns d'Amèrica Llatina argumentat que aquesta política estava sent impopular al seu país, a més que el seu país adoptaria la política de «bon veïnatge» respecte a la regió. Segons el parer de Hoover, les intervencions estatunidenques s'havien consumat per protegir els drets dels ciutadans, i no per interessos econòmics. Les seves declaracions van ser recollides amb escepticisme per part de la premsa argentina, però Hoover desarmaria alguns dels rodatges imperialistes en alguns països del Carib. Les relacions amb la potència del nord no eren molt fluides com a conseqüència de la política neutralista del govern radical. A més, en una oportunitat, Yrigoyen va retenir a Buenos Aires a l'ambaixador argentí a Washington, i no va enviar als delegats designats per Marcelo T. de Alvear per la Conferència de Washington sobre conciliació i arbitratge que es va dur a terme el 1923.
Amb motiu de la inauguració de la línia telefònica entre Argentina i Estats Units, Yrigoyen i Hoover van mantenir una comunicació telefònica, on el president argentí va ressaltar que tots dos s'havien posat d'acord sobre com havien de solucionar els conflictes internacionals. Un fragment de la conversa deia:
| « | Però he de dir-li, cada vegada més accentuat el meu convenciment que la uniformitat del pensar i sentir humans no ha d'afirmar-se tant en els avenços de les ciències exactes i positives, sinó en els conceptes que com inspiracions celestials han de constituir la realitat de la vida: ja que quan vam creure que la humanitat estava completament assegurada sota les seves pròpies garanties morals, vam ser sorpresos per una hecatombe tal, que res ni ningú podria referir-la en tota la seva magnitud. | » |

### Política energètica
Hipólito Yrigoyen va intentar implementar una política on la gestió petrolífera estigués a mans de la Nació. Però això va ser mal vist per les oligarquies feudals que encara governaven algunes províncies, a més dels interessos estrangers que inclusivament arribaven al Senat. Aquests factors van impedir que es sancionés la llei de nacionalització del petroli. El 1r d'agost de 1929, la empresa petroliera estatal Jaciments Petrolífers Fiscals (YPF), sota la gestió d'Enrique Mosconi, va decidir intervenir en el mercat petrolier per fixar el preu i trencar els trusts, baixant els preus oficials de la nafta; la mesura significava un estalvi anual de dotze milions de pesos. Aquestes polítiques afectaven els interessos de la Standard Oil estatunidenca.
El cop d'estat de 1930 va acabar truncant tota possibilitat de nacionalitzar el recurs, un dels motius d'aquella conspiració va ser la decisió per part del govern radical de nacionalitzar els hidrocarburs. Yrigoyen va expressar en el seu missatge al Congrés:
| «                                        | Les lleis mineres nacionals, coincidents amb principis de dret civil adoptats pel nostre codi, van ser dictades en una època en no podia sospitar-se el valor econòmic i la importància social que adquiririen en el futur els olis minerals o hidrocarburs industrialitzats i llocs en el comerç. Per aquest motiu no es va introduir una excepció dins del règim legal adoptat a les substàncies naturals existents al subsòl, distribuint el seu domini entre la Nació i les províncies en concordança amb la seva sobirania política, el que significa lliurar la direcció dels enormes interessos de tot ordre relacionats amb el petroli, a criteri administratiu múltiple, canviant i freqüentment contradictori de catorze jurisdiccions, a més de la jurisdicció federal (...) És suficient enunciar aquest estat de coses per comprovar les seves greus inconvenients i fins als seus perills evidenciats ja en l'alineació precipitada de concessions per alguns governs provincials, les in-consultes mesures de les quals van suscitar tantes justificades inquietuds i que, revocades més tard pel canvi de pensament emergent de la renovació dels poders locals, han deixat després d'ella una seqüela de conflictes, sotmesos actualment a la competència de la Suprema Cort de Justícia de la Nació. | » |
| — Missatge de Yrigoyen al Congrés, 1929. | |   |

El radicalisme va iniciar el debat al voltant de la nacionalització del petroli a la Cambra de Diputats l'any 1927. Van existir opinions oposades dins el recinte; els socialistes recolzaven l'explotació mixta mentre que els radicals antipersonalistas i els conservadors s'oposaven al projecte. Finalment, després de tres mesos la Cambra, es va aprovar la iniciativa al setembre de 1928, però el projecte quedaria travat a la Cambra de Senadors. Quan va assumir Yrigoyen el seu segon mandat en 1928, va incloure la normativa en els assumptes a tractar pel Senat en les sessions de pròrroga de 1929. Des del Poder Executiu es va crear per iniciativa de Ricardo Rojas l'Institut del Petroli per a l'especialització en matèria del recurs i els seus derivats. El gener de 1930, el President va reclamar davant el Senat per la falta de tractament sobre el projecte, sense resultats positius.
Com YPF no aconseguia satisfer el consum intern de petroli i davant el perill de dependre de corporacions de capitals estatunidencs que menyspreaven la nacionalització del recurs, Yrigoyen va decidir emprendre tractes a principis de 1930 amb l'empresa petroliera Luyamtorg, pertanyent a la Unió Soviètica. El tractat proveiria de 250.000 tones de petroli cru a canvi de productes nacionals com cuirs, fusta de quebracho, llana, ovins i caseïna. No obstant això, l'acord no es va concretar un cop més per traves en la legislatura nacional. A més, els opositors van titllar a Yrigoyen de bolxevic.

### El magnicidi del senador Lencinas
El 10 de novembre de 1929 va ser assassinat el senador nacional electe i exgovernador de Mendoza Carlos Washington Lencinas, conegut popularment com a «Gauchito Lencinas». El fet constitueix el primer magnicidi de la història argentina moderna i va sacsejar fortament a l'opinió pública.
Lencinas era un radical dissident que s'oposava fortament a Hipólito Yrigoyen i havia creat a Mendoza un corrent radical antiyrigoyenista majoritari antipersonalista, conegut com a lencinisme. Els governs radicals havien adoptat una política de forta confrontació amb el lencinisme, intervenint la província cada vegada que el lencinisme guanyava en les eleccions. El 1929, Lencinas es elegit senador nacional per Mendoza, però el Senat, amb l'acord de radicals i conservadors, rebutja els seus plecs. La premsa va criticar la decisió i la va presentar com una mostra més de l'autoritarisme d'Yrigoyen.
A causa de l'existència de rumors que el govern radical preparava el seu assassinat, el seu cercle personal li va recomanar no tornar a Mendoza (intervinguda pels yrigoyenistes), però Lencinas no va fer cas la recomanació i va declarar que si li passava alguna cosa era culpa de Yrigoyen. En tornar a Mendoza, el dia 10 de novembre de 1929, va ser assassinat d'un tret. Els fets van succeir a la ciutat de Mendoza, pocs minuts després que Lencinas tornés de Buenos Aires, al sortir a un dels balcons del Club d'Armes de Mendoza, durant l'acte partidari de benvinguda. En un moment es va sentir cridar «Visca Yrigoyen!» i va sonar un tret que va donar al pit de Lencinas, matant-lo. Immediatament després, la policia i lencinistes van disparar a Juan Càceres, qui mor de les ferides tres dies després. La investigació judicial va establir l'autoria de Juan Càceres.
Les causes de l'assassinat mai van quedar clares. Al moment de l'assassinat, Mendoza estava intervinguda per l'yrigoyenista Carlos Borzani, a qui acompanyaven dos joves militants yrigoyenistes, Arturo Jauretche i Ricardo Balbín. Tant Borzani, com Jauretche i Balbín, serien assenyalats pels crítics de Yrigoyen com a autors intel·lectuals del crim seguint ordres de Yrigoyen.

## Accions a favor de la defensa de la sobirania argentina en el sector antàrtic
A la dècada del 1920, l'enginyer civil José Manuel Moneta va destacar per la investigació i la concienciació de l'Argentina dels drets en el sector antàrtic, qui va intervenir en les expedicions a les illes Òrcades del Sud dels anys 1923, 1925. 1927 i 1929, deixant testimoni d'això en el llibre Quatre anys en les Orcades del Sud i, com a diplomàtic, va exercir en nom del govern argentí diverses funcions vinculades a l'Antàrtida.
Va ser durant la primera meitat del segle xx qui, mitjançant publicacions impreses i pel·lícules, va difondre entre la població la consciència d'una sobirania argentina a l'Antàrtida.
El 30 de març de 1927 va ser inaugurada a les Òrcades del Sud la primera estació radiotelegràfica de l'Antàrtida.
El 15 de desembre de 1927, la Direcció General de Correus i Telègrafs de la República Argentina (Encotel) va comunicar a l'Oficina Internacional de la Unió Postal Universal que:
| « | (...) la jurisdicció territorial argentina s'estén, de dret i de fet, a la superfície continental, al mar territorial, a les illes situades sobre la costa marítima, a una part de Terra del Foc i als Arxipèlags dels Estats, Cap d'Any, Geòrgia del sud, 'Òrcades del sud i a les terres polars no delimitades. De dret, no podent exercir-la de fet a causa de l'ocupació mantinguda per Gran Bretanya, li correspon també l'arxipèlag de les Malvines. | » |

## La caiguda
El 6 de setembre de 1930, el general José Félix Uriburu va enderrocar al govern constitucional d'Hipólito Yrigoyen, iniciant una sèrie de cops d'estat que s'estendran fins a la dècada del 1980, interrompent tots els governs sorgits del vot popular. Al capvespre d'aquest dia, Ricardo Rojas, famós historiador, dirigent radical i rector de la Universitat de Buenos Aires, va dir a la seva esposa:
| « | S'ha acabat l'Argentina ... I qui sap per quants anys! | » |

Segons l'historiador radical Félix Luna, Yrigoyen va ser el primer president constitucional enderrocat per un cop d'estat, i per a Miguel Ángel Scenna, per primera vegada en la història argentina, un govern «de facto» va dissoldre el Congrés Nacional. Segons Álvaro Abós, explica que, per contra, per a un periodista conservador com Natalio Botana, el «revolucionari» era Uriburu i l'«inconstitucional» Yrigoyen, i sosté que Yrigoyen va ser enderrocat mitjançant el que denomina «tècnica del cop d'Estat», una coordinació d'accions mediàtiques, cíviques i militars. El jurista i professor titular de Dret Constitucional de la Facultat de Dret i Ciències Socials de la Universitat de Buenos Aires Germán Bidart Campos va qualificar l'acció d'Uriburu com un «motí militar» que va produir una «revolució plenament justificada en l'exercici del dret de resistència a l'opressió». El mateix Marcelo T. de Alvear, expresident i amic d'Yrigoyen, va qualificar a l'últim govern constitucional com «assalt sense control» i va destacar la confiança que li inspirava el fet que l'Exèrcit hagués «jurat defensar la Constitució», encara que poc temps després es s'adonaria que el seu pronòstic era errat, i durant la dècada del 1930 va encapçalar l'oposició al règim fradulent conservador de la Dècada Infame. L'últim dia de govern d'Yrigoyen, la Facultat de Dret de la Universitat de Buenos Aires, amb la signatura del seu degà, el diputat socialista Alfredo Palacios, i els consellers estudiantils socialistes Julio V. González i Carlos Sánchez Viamonte, va sancionar una resolució condemnant al govern radical per l'absència de democràcia i exigint la renúncia d'Yrigoyen. El 7 de setembre, Alfredo Palacios va renunciar al seu càrrec de degà de la Facultat de Dret de la Universitat de Buenos Aires que exercia des de juliol d'aquest any, afirmant que era «contrari a la Constitució i a l'esperit democràtic que li inspira, reconèixer una junta imposada per l'exèrcit».

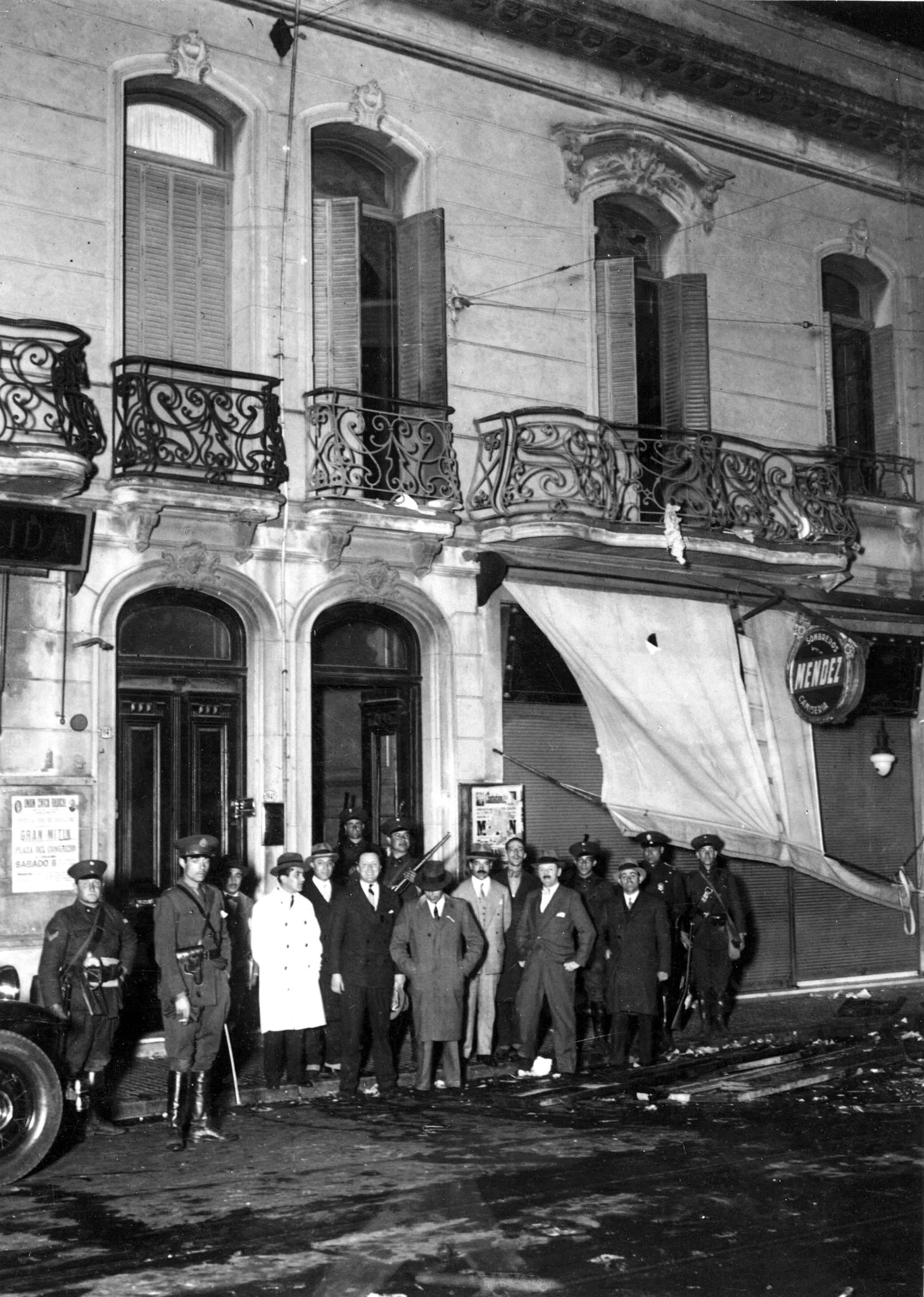
Policies custodiant la casa d'Hipólito Yrigoyen després del saqueig que es va produir quan aquest va ser deposat
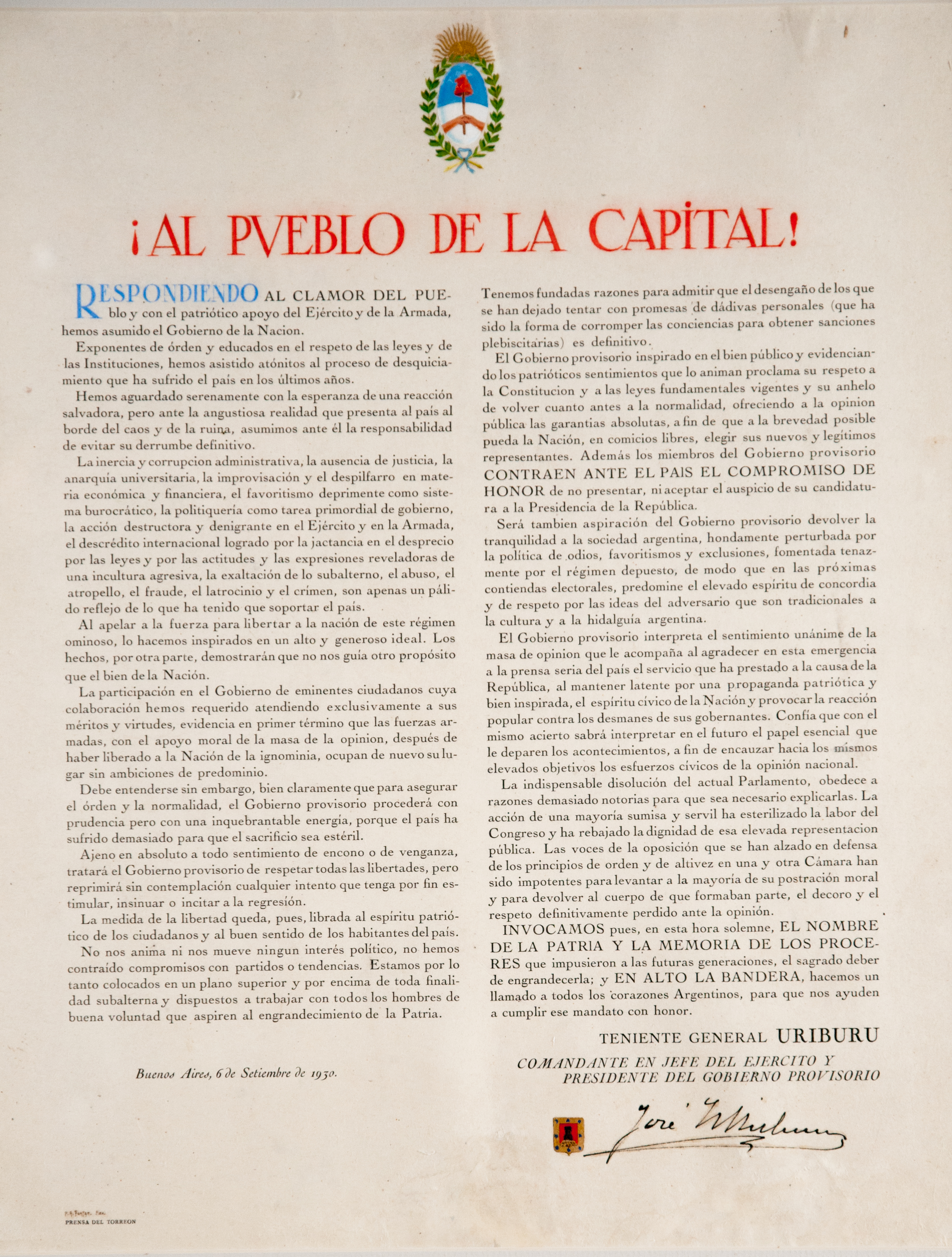
Proclama del 6 de setembre de 1930 per part de José Félix Uriburu, en la qual anuncia i argumenta la seva decisió d'enderrocar el president constitucional Hipólito Yrigoyen amb dibuix en tintes realitzat a mà, amb la signatura d'Uriburu, que acompanya amb el seu escut nobiliari
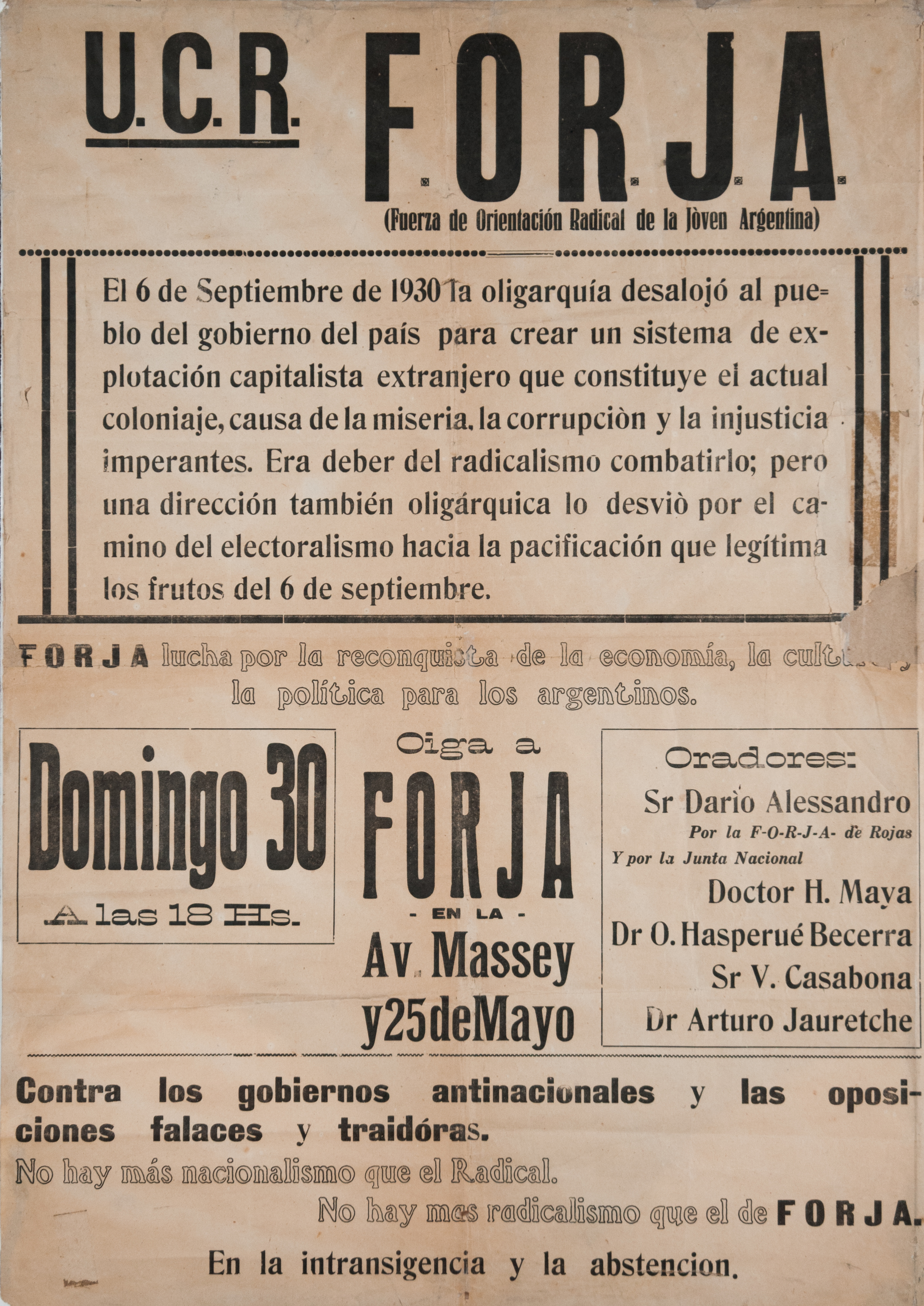
Pamflet de FORJA

En oberta oposició i fustigació al cop d'estat del 6 de setembre de 1930, l'agrupació Força d'Orientació Radical de la Jove Argentina (FORJA) va realitzar actes de protesta i fortes denúncies, suscriptes (entre altres) per Arturo Jauretche, Raúl Scalabrini Ortiz, Luis Dellepiane i Homero Manzi.
Tres anys després, el 3 d'abril de 1933, després d'haver estat la major part del temps detingut, va morir Hipólito Yrigoyen. El poble de la ciutat de Buenos Aires va realitzar llavors una de les manifestacions massives més extraordinàries i sorprenents de la història argentina.
L'historiador José Luis Romero sintetitza l'enderrocament de Yrigoyen (i per tant, la fi de la República radical) així:
| « | El triomf de la revolució va tancar el període de la república radical, sense que Yrigoyen pogués comprendre les causes de la versatilitat del seu poble, que no molt abans l'havia aclamat fins a la histèria i l'abandonava ara en mans dels seus enemics de l'oligarquia. La seva vella casa del carrer Brasil (que els opositors l'anomenaven «la cova del peludo») va ser saquejada, amb oblit de la indiscutible dignitat personal d'un home la única culpa havia estat arribar al poder quan el país era ja incomprensible per a ell. | » |